# Forças Especiais do Exército dos Estados Unidos
As Forças Especiais do Exército dos Estados Unidos (U.S. Army Special Forces) (SF), coloquialmente conhecidas como Boinas Verdes devido a sua boina de serviço distinto, são uma força de operações especiais do Exército dos Estados Unidos.
Os Boinas Verdes estão orientados para nove missões doutrinárias: guerra não convencional, defesa interna estrangeira, ação direta, contraterrorismo, contrainsurgência, reconhecimento especial, operações de informação, contraproliferação de armas de destruição em massa e assistência às forças de segurança. Eles são capazes de resgatar reféns e realizar buscas e resgates em combate, se necessário. A unidade enfatiza habilidades linguísticas, culturais e de treinamento no trabalho com tropas estrangeiras; os recrutas são obrigados a aprender uma língua estrangeira como parte da sua formação e devem manter o conhecimento das complexidades políticas, econômicas e culturais das regiões em que são destacados.
Outras missões das Forças Especiais, conhecidas como missões secundárias, incluem busca e salvamento em combate (CSAR), combate ao narcotráfico, resgate de reféns, assistência humanitária, desminagem humanitária, manutenção da paz e caçadas humanas. Outros componentes do Comando de Operações Especiais dos Estados Unidos (USSOCOM) ou outras atividades do governo dos Estados Unidos também podem se especializar nessas missões secundárias. As Forças Especiais conduzem estas missões através de sete grupos geograficamente focados. Muitas de suas técnicas operacionais são classificadas, mas algumas obras de não-ficção e manuais doutrinários estão disponíveis.
Como unidades de operações especiais, as Forças Especiais não estão necessariamente sob a autoridade de comando dos comandantes terrestres nesses países. Em vez disso, enquanto estiverem no teatro de operações, as unidades de SF podem reportar-se diretamente a um comando combatente geográfico, ao USSOCOM ou a outras autoridades de comando. O Special Activities Center altamente secreto da Central Intelligence Agency (CIA), e mais especificamente o seu Special Operations Group (SOG), recruta das Forças Especiais do Exército dos EUA. As operações conjuntas da CIA e das Forças Especiais do Exército remontam à unidade MACV-SOG durante a Guerra do Vietnã, e foram vistos recentemente como a Guerra do Afeganistão (2001–2021).

## Missão

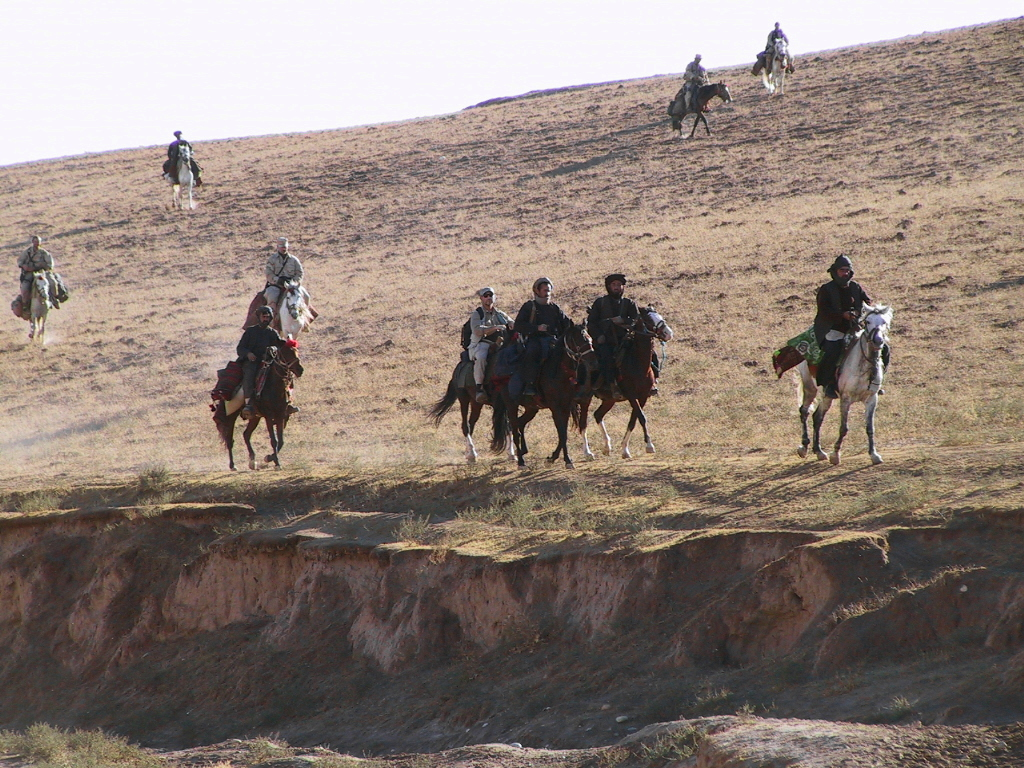
Soldados das Forças Especiais da Força-Tarefa Dagger e Comandante Dostum a cavalo no Vale Dari-a-Souf, Afeganistão, por volta de outubro de 2001 - apresentado no filme 12 Strong e o Estátua do Soldado a Cavalo

A missão principal das Forças Especiais do Exército é treinar e liderar forças de guerra não convencional (unconventional warfare) (UW), ou uma força de guerrilha clandestina em uma nação ocupada. O 10th Special Forces Group foi a primeira unidade SF implantada, destinada a treinar e liderar as forças UW atrás das linhas inimigas no caso de uma invasão da Europa Ocidental pelo Pacto de Varsóvia. À medida que os EUA se envolveram no Sudeste Asiático, percebeu-se que especialistas treinados para liderar guerrilheiros também poderiam ajudar na defesa contra guerrilheiros hostis, então a SF adquiriu a missão adicional de Defesa Interna Estrangeira (Foreign Internal Defense) (FID), trabalhando com as forças da Nação Anfitriã (Host Nation) (HN) em um espectro de atividades de contraguerrilha, desde apoio indireto até comando de combate.
O pessoal das Forças Especiais qualifica-se tanto em competências militares avançadas como nas línguas e culturas regionais de partes definidas do mundo. Embora sejam mais conhecidos pelas suas capacidades de guerra não convencional, também realizam outras missões que incluem ataques de ação direta, operações de paz, contraproliferação, funções de aconselhamento antidrogas e outras missões estratégicas. Como recursos estratégicos, reportam-se ao USSOCOM ou a um Unified Combatant Command. Para melhorar a sua capacidade de ação direta, foram criadas unidades específicas com foco na ação direta das operações especiais. Conhecidas inicialmente como Commander's In-extremis Force (CIF), depois como Crisis Response Forces (CRF), elas são agora suplantadas pelo Hard-Target Defeat (HTD).
Os membros da equipe SF trabalham em estreita colaboração e dependem uns dos outros em circunstâncias isoladas por longos períodos de tempo, tanto durante destacamentos prolongados como na guarnição. Por causa disso, eles desenvolvem relacionamentos de clã e laços pessoais duradouros. Os suboficiais (non-commissioned officers) (NCO) do SF muitas vezes passam toda a sua carreira nas Forças Especiais, alternando entre atribuições para destacamentos, alojamentos de estado-maior superior, cargos de ligação e funções de instrutor no U.S. Army John F. Kennedy Special Warfare Center and School (USAJFKSWCS). Eles são então obrigados a passar para cargos de estado-maior ou para escalões de comando superiores. Com a criação do USSOCOM, os comandantes do SF ascenderam aos mais altos escalões do comando do Exército dos Estados Unidos, incluindo o comando do USSOCOM, o Chefe do Estado-Maior do Exército dos Estados Unidos e o Presidente do Estado-Maior Conjunto.

## História

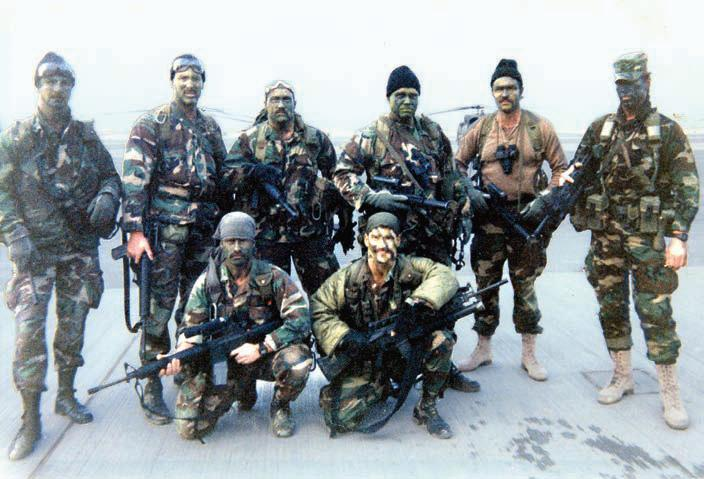
Foto da equipe ODA 525 tirada pouco antes da infiltração no Iraque, fevereiro de 1991

As Forças Especiais têm suas raízes como o principal proponente da guerra não convencional do Exército, a partir de unidades de operações especiais formadas especificamente para esse fim, como os Alamo Scouts, as Philippine guerrillas, a First Special Service Force e os Operational Groups (OGs) do Office of Strategic Services (OSS). Embora o OSS não fosse uma organização do Exército, muitos militares do Exército foram designados para o OSS e mais tarde usaram suas experiências para influenciar a formação de Forças Especiais.
Durante a Guerra da Coreia, indivíduos como os ex-comandantes da guerrilha filipina, Coronel Wendell Fertig e Tenente-coronel Russell W. Volckmann, usaram sua experiência de guerra para formular a doutrina da guerra não convencional que se tornou a pedra angular das Forças Especiais.
Em 1951, o Major-general Robert A. McClure escolheu o ex-membro do OSS, Coronel Aaron Bank, como chefe da filial de operações da Special Operations Division of the Psychological Warfare (OCPW) no Pentágono.
Em junho de 1952, o 10th Special Forces Group (Airborne) foi formado sob o comando do Coronel Aaron Bank, logo após o estabelecimento da Psychological Warfare School, que eventualmente se tornou o John F. Kennedy Special Warfare Center and School. O 10th Special Forces Group (Airborne) foi dividido, com o quadro que manteve a designação 10th SFG implantado em Bad Tölz,Alemanha, em setembro de 1953. O quadro restante em Fort Bragg (agora Fort Liberty) formou o 77th Special Forces Group, que em maio de 1960 foi reorganizado e designado como o atual 7th Special Forces Group.
Desde a sua criação em 1952, os soldados das Forças Especiais operaram no Vietnã, Camboja, Laos, Vietname do Norte, Guatemala, Nicarágua, El Salvador, Colômbia, Panamá, Haiti, Somália, Bósnia e Herzegovina, Kosovo, Guerra do Golfo, Afeganistão, Iraque, Filipinas, Síria, Iémen, Níger e, no papel da FID, África Oriental.
O ramo das Forças Especiais foi estabelecido como um ramo básico do Exército dos Estados Unidos em 9 de abril de 1987 pela Ordem Geral nº 35 do Departamento do Exército.

## Estrutura organizacional

### Grupos de Forças Especiais

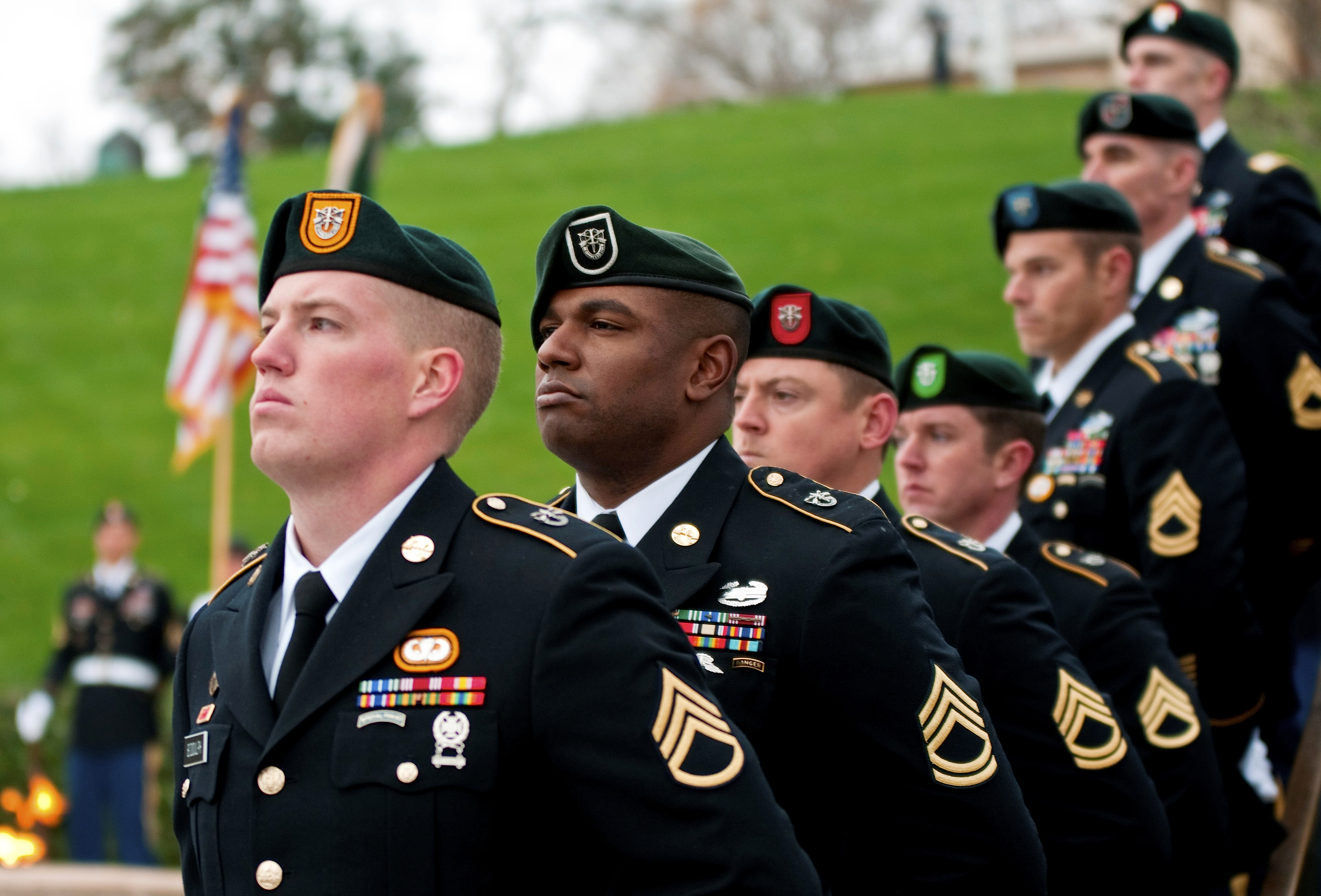
Soldados de cada um dos sete Grupos de Forças Especiais do Exército (beret patches, l. a r., de 1º, 5º, 7º, 10º, 19º, 20º e 3º SFG) no túmulo do Presidente John F. Kennedy em novembro de 2011.

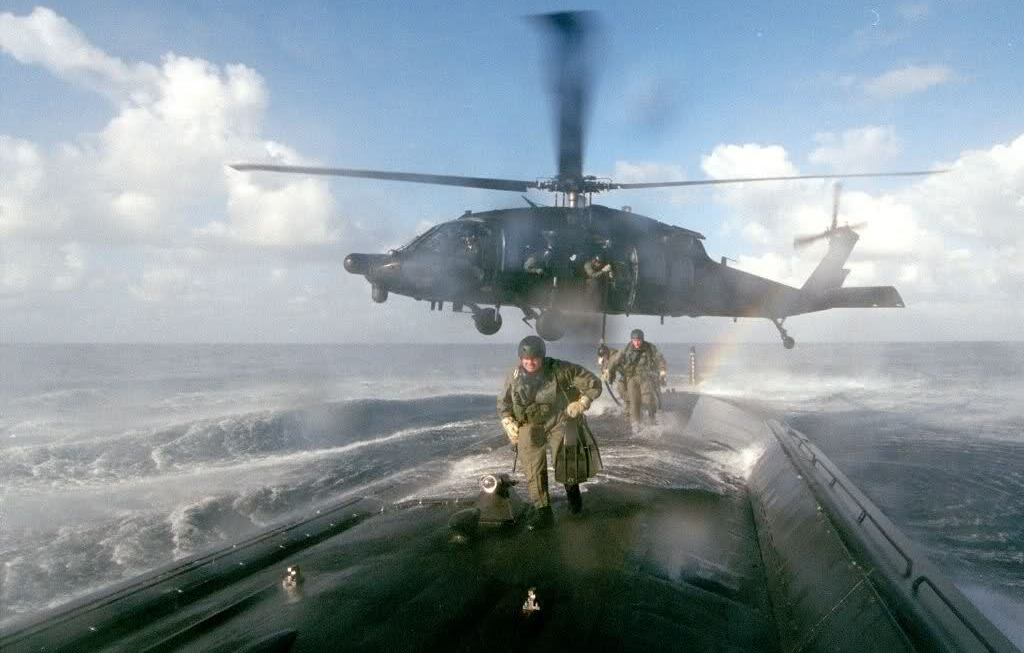
Um MH-60L do 160º SOAR implanta uma ODA do 7º SFG a bordo de um submarino dos EUA para um exercício conjunto

Em 1957, os dois grupos de forças especiais originais (10º e 77º) juntou-se o 1º Special Forces Groups (SFG), estacionado no Extremo Oriente. Grupos adicionais foram formados em 1961 e 1962, depois que o presidente John F. Kennedy visitou as Forças Especiais em Fort Bragg em 1961. O 5º SFG foi ativado em 21 de setembro de 1961; o 8º SFG em 1 de abril de 1963; o 6º SFG em 1 de maio de 1963; e o 3º SFG em 5 de dezembro de 1963. Além disso, houve sete grupos de Reserva (2º SFG, 9º SFG, 11º SFG, 12º SFG, 13º SFG, 17º SFG e 24º SFG) e quatro grupos da Guarda Nacional dos Estados Unidos (16º SFG, 19º SFG, 20º SFG e 21º SFG ). Um 4º SFG, 14º SFG, 15º SFG, 18º SFG, 22º SFG e 23º SFG já existiam em algum momento. Muitos desses grupos não tinham pessoal completo e a maioria foi desativada por volta de 1966.
No início do Século XXI, as Forças Especiais foram divididas em cinco grupos de Forças Especiais da ativa (active duty) (AD) e dois da Guarda Nacional do Exército (Army National Guard) (ARNG). Cada Grupo de Forças Especiais (Special Forces Group) (SFG) tem um foco regional específico. Os soldados das Forças Especiais designados para estes grupos recebem formação linguística e cultural intensiva para os países dentro da sua área regional de responsabilidade. Devido à crescente necessidade de soldados das Forças Especiais na Guerra ao Terror, todos os grupos – incluindo os da Guarda Nacional (19º e 20º SFG) – foram destacados para fora das suas áreas de operação, particularmente para o Iraque e o Afeganistão.
Até 2014, um grupo SF era composto por três batalhões, mas como o Departamento de Defesa dos Estados Unidos autorizou o 1st Special Forces Command a aumentar em um terço seu efetivo autorizado, um quarto batalhão foi acionado em cada grupo de componente ativo.

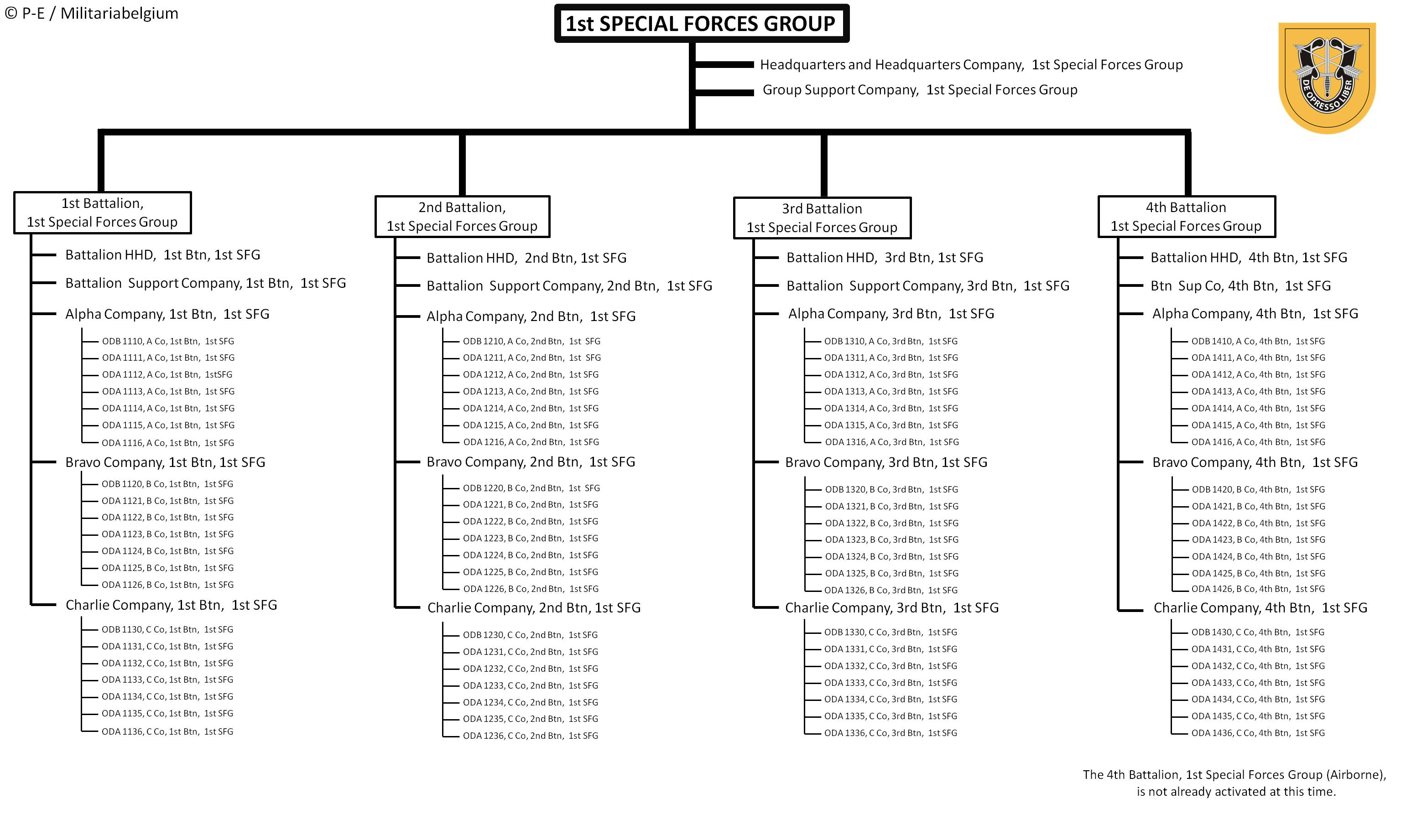
Estrutura atual do 1st SFG (A)
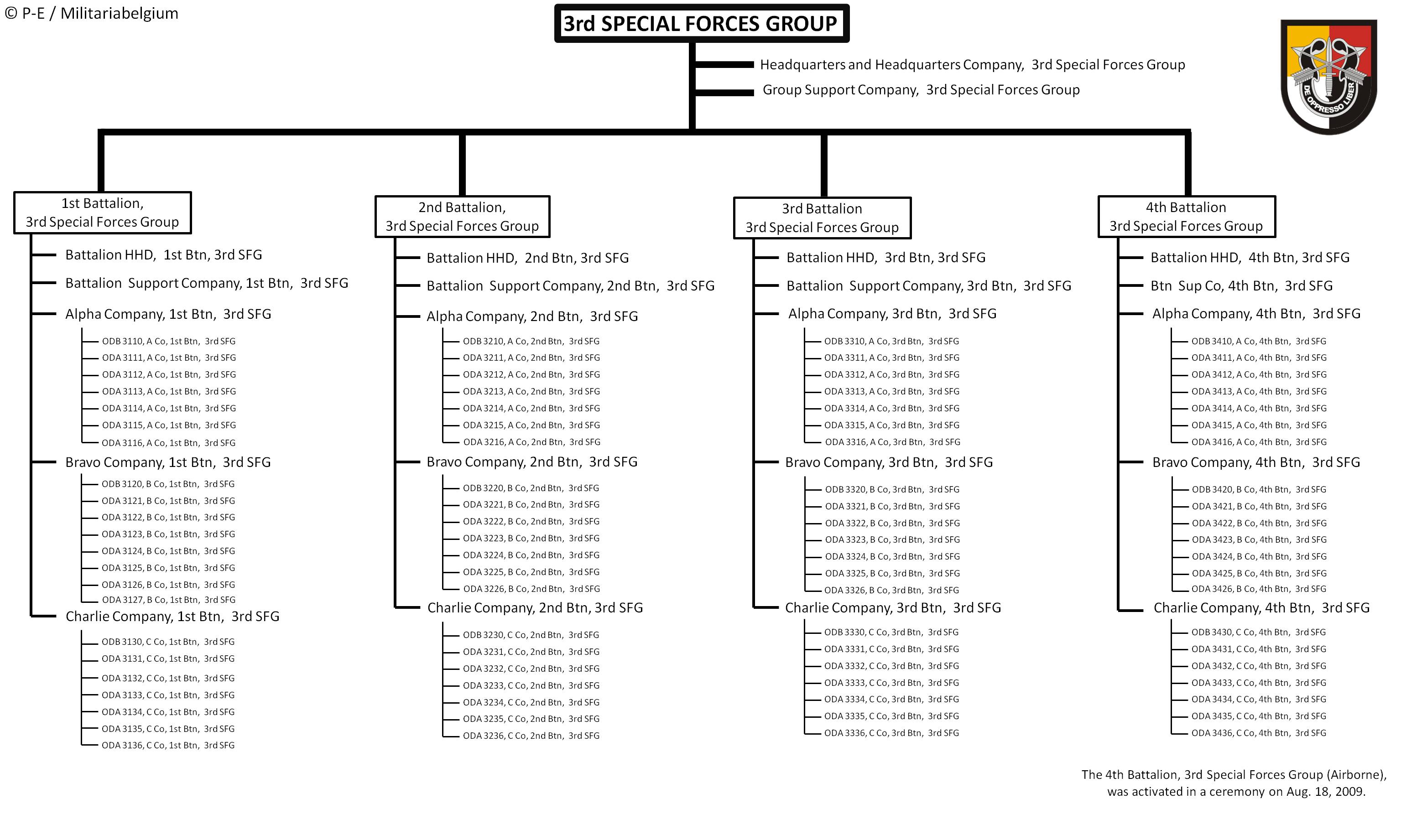
Estrutura atual do the 3rd SFG (A)
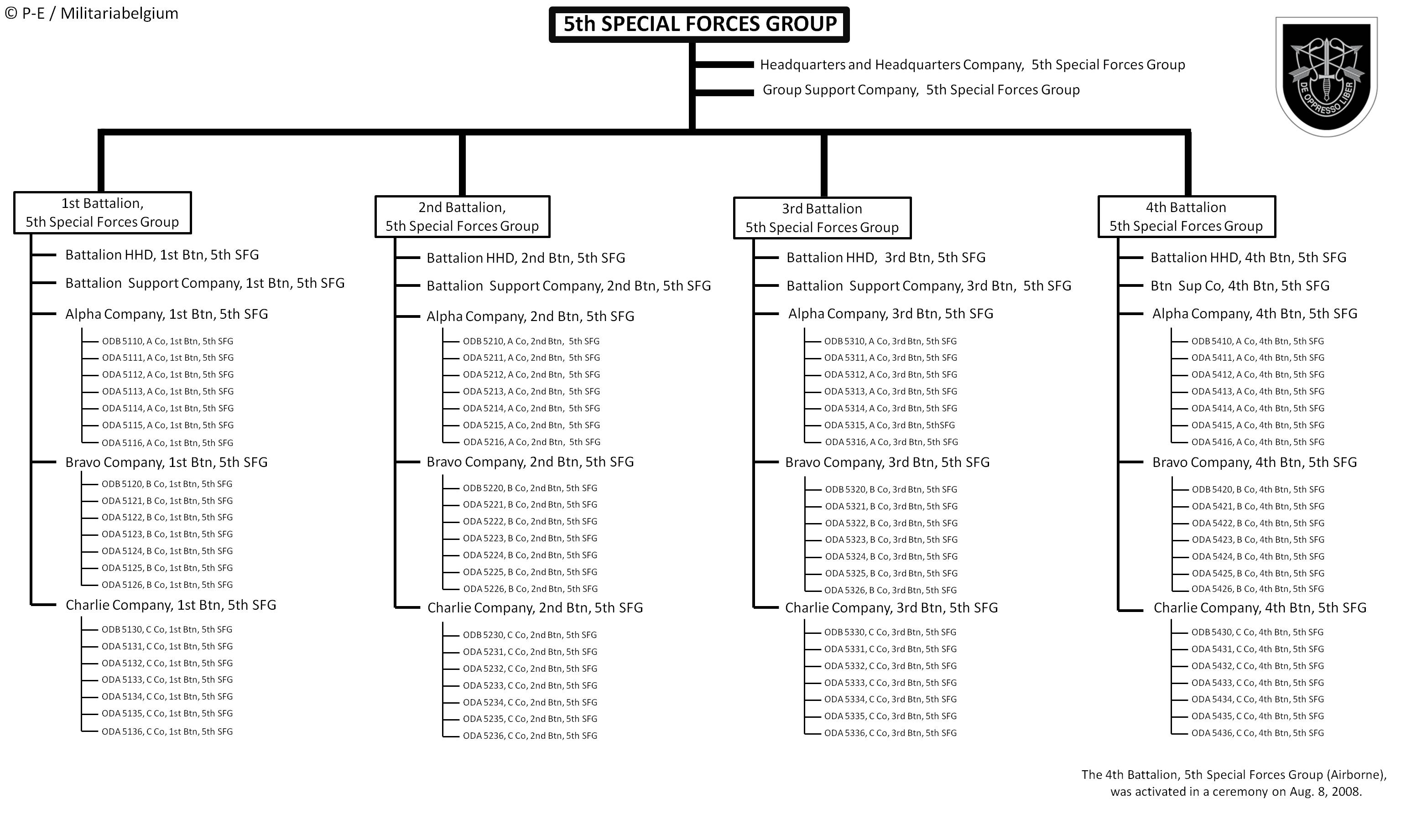
Estrutura atual do 5th SFG (A)
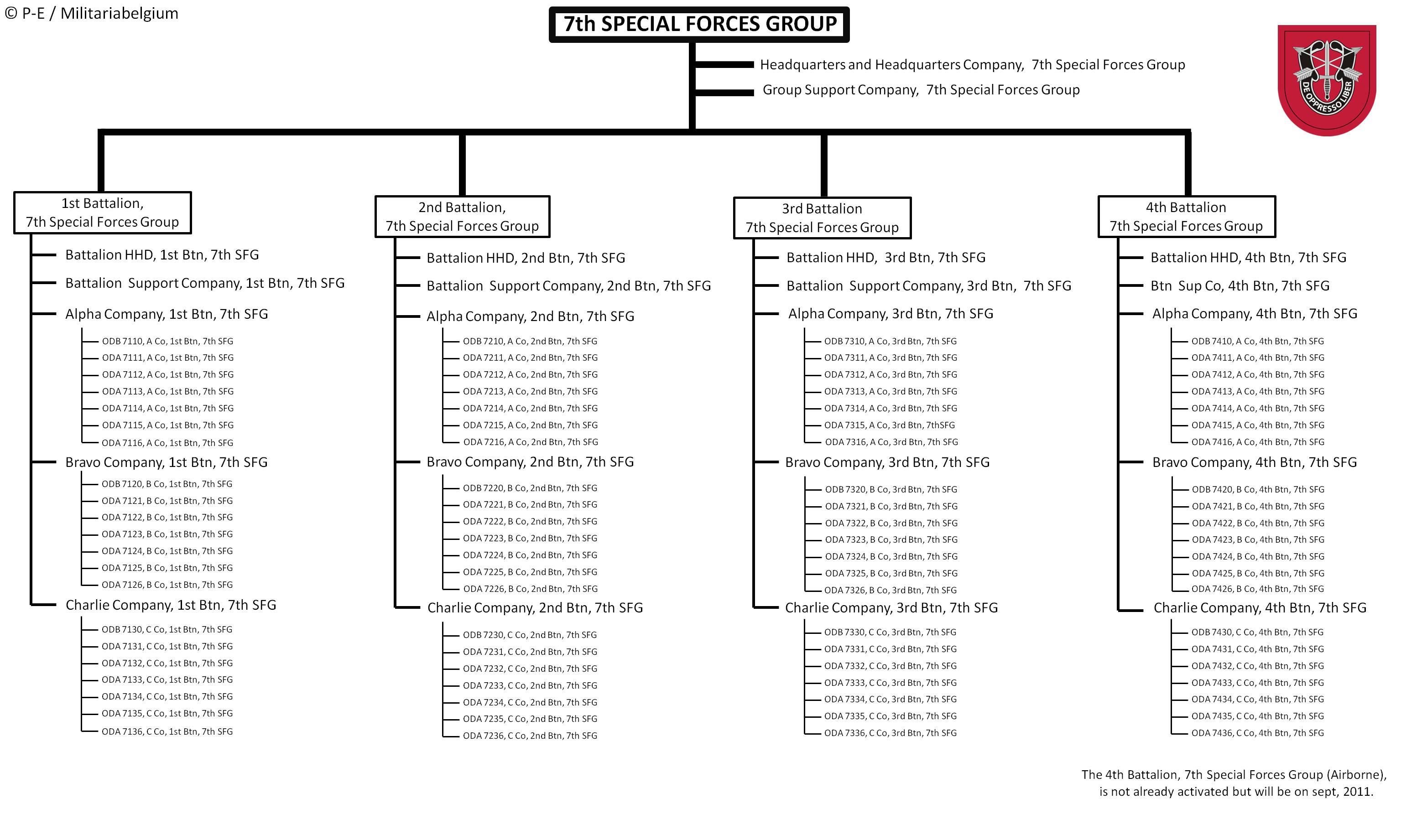
Estrutura atual do 7th SFG (A)
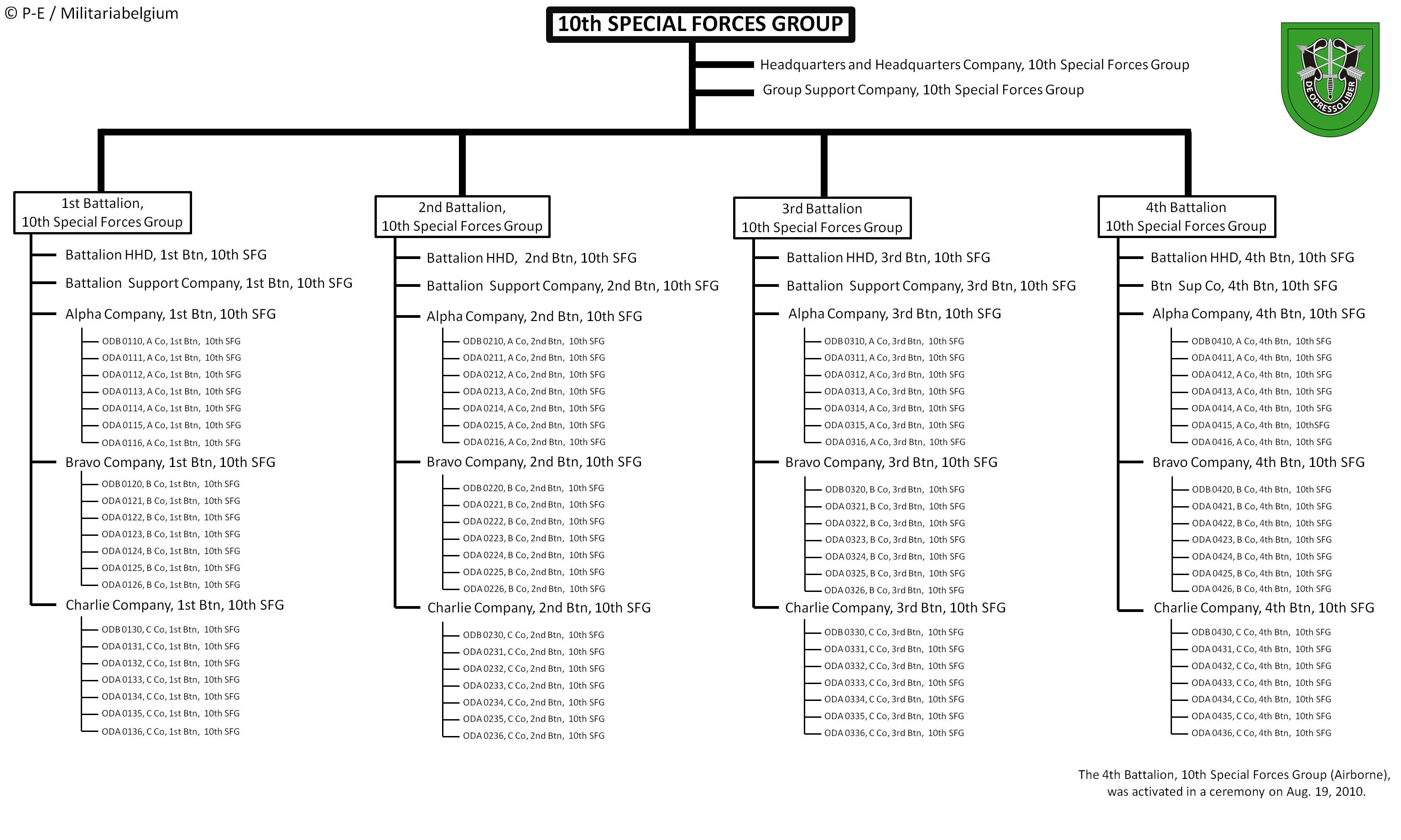
Estrutura atual do the 10th SFG (A)
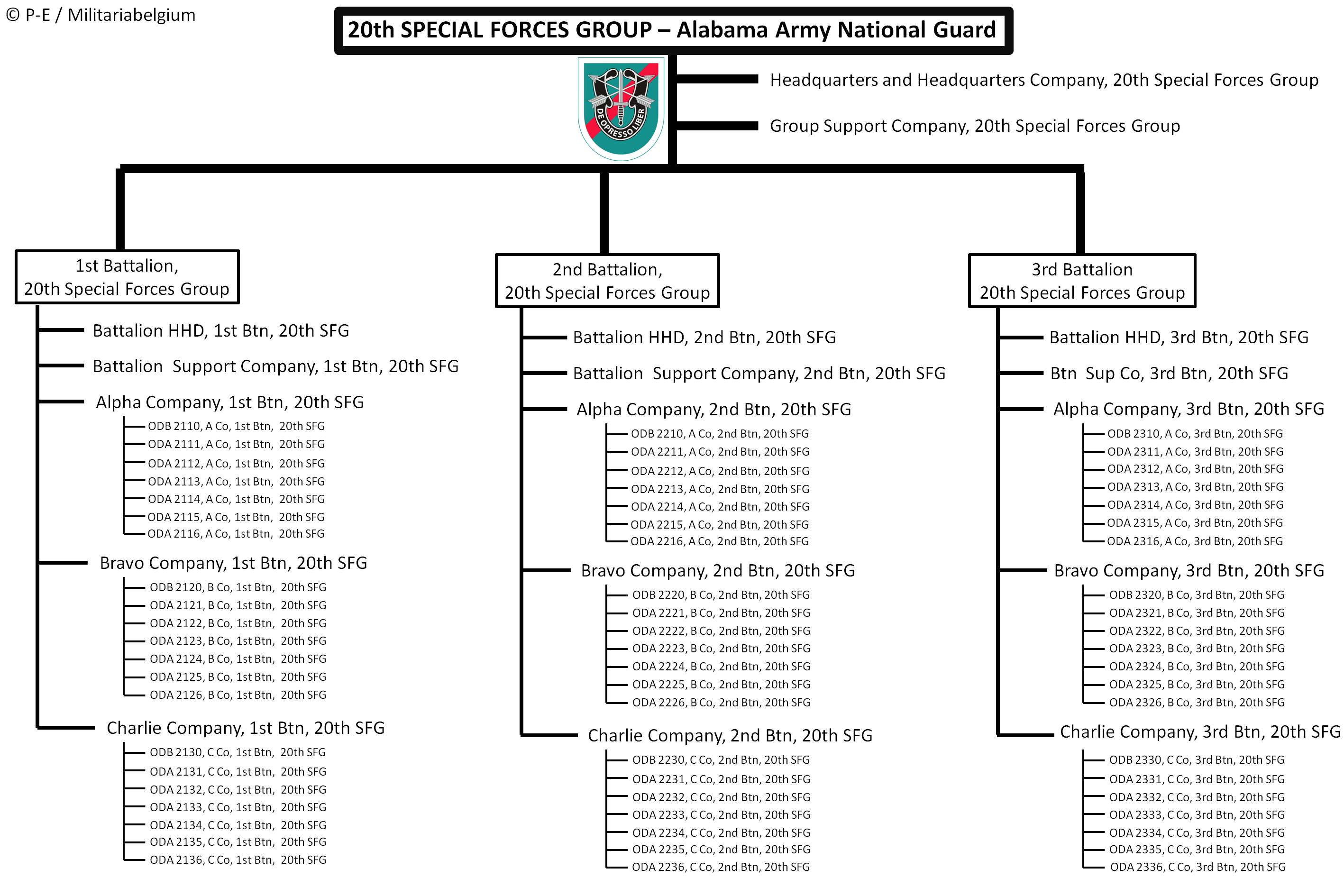
Estrutura atual do 20th SFG (A) (ARNG)

Um grupo de Forças Especiais é historicamente atribuído a um Unified Combatant Command ou a um teatro de operações. O Special Forces Operational Detachment C ou C-detachment (SFODC) é responsável por um teatro ou subcomponente principal, que pode fornecer comando e controle de até 18 SFODAs, três SFODB ou uma mistura dos dois. Subordinados a ele estão os Special Forces Operational Detachment B ou B-detachments (SFODB), que podem fornecer comando e controle para seis SFODAs. Ainda mais subordinados, os SFODAs normalmente elevam unidades do tamanho de companhia a batalhão quando em missões de guerra não convencionais. Eles podem formar destacamentos "split A" de seis homens que são frequentemente usados para Reconhecimento especial.
| Beret Flash | Grupo |
| ----------- | --- |
|             | 1st Special Forces Group – Com sede na Base Conjunta Lewis-McChord, Washington, juntamente com seus 2º, 3º e 4º Batalhões, seu 1º Batalhão está implantado na Estação Torii, Okinawa. O 1º SFG(A) está orientado para a região do Pacífico e é frequentemente encarregado do PACOM. |
|             | 3st Special Forces Group – Sediada em Fort Liberty, Carolina do Norte. O 3º SFG(A) está teoricamente orientado para toda a África subsariana, com exceção do Corno de África, ou seja, AFRICOM. |
|             | 5st Special Forces Group – Sediada em Fort Campbell, Kentucky. O 5º SFG(A) está orientado para o Médio Oriente, Golfo Pérsico, Ásia Central e o Corno de África, e é frequentemente encarregado do CENTCOM. |
|             | 7st Special Forces Group – Sediada na Base Aérea Eglin, Flórida. O 7º SFG(A) está orientado para o hemisfério ocidental: a massa terrestre da América Latina ao sul do México, as águas adjacentes à América Central e à América do Sul, o Mar do Caribe - com suas 13 nações insulares, territórios europeus e dos EUA - o Golfo do México, e uma porção do Oceano Atlântico (ou seja, o USSOUTHCOM AOR e um pouco mais). Embora não esteja alinhado, o 7SFG(A) também apoiou as atividades do USNORTHCOM no hemisfério ocidental. |
|             | 10st Special Forces Group – Sediada em Fort Carson, Colorado, juntamente com seu 2º, 3º e o recém-adicionado 4º Batalhões, seu 1º Batalhão está implantado no Panzer Kaserne em Böblingen, perto de Stuttgart, Alemanha. O 10º SFG(A) está teoricamente orientado para a Europa, principalmente para a Europa Central e Oriental, os Bálcãs, a Turquia, Israel, o Líbano e o Norte de África, ou seja, o EUCOM. |
|             | 19st Special Forces Group – Sediada em Draper, Utah, é um dos dois grupos de forças especiais da Guarda Nacional dos Estados Unidos. Possui batalhões em Washington, Virgínia Ocidental, Ohio, Rhode Island, Colorado, Califórnia e Texas, o 19º SFG(A) é orientado para o Sudoeste Asiático (compartilhado com o 5º SFG(A)), Europa (compartilhado com o 10º SFG(A) ), bem como no Sudeste Asiático (compartilhado com o 1º SFG(A)). |
|             | 20st Special Forces Group – Sediada em Birmingham, Alabama, é um dos dois grupos de forças especiais da Guarda Nacional dos Estados Unidos. Possui batalhões no Alabama (1º Batalhão), Mississippi (2º Batalhão) e Flórida (3º Batalhão), com Companhias e Destacamentos designados na Carolina do Norte; Chicago, Illinois; Louisville, Kentucky; Oeste de Massachusetts; e Baltimore, Maryland. O 20º SFG(A) tem uma área de responsabilidade que abrange 32 países, incluindo a América Latina ao sul do México, as águas, territórios e nações do Mar do Caribe, do Golfo do México e do sudoeste do Oceano Atlântico. A orientação para a região é compartilhada com o 7º SFG(A). |
|             | Grupos Inativos |
|             | 6st Special Forces Group – Ativo de 1963 a 1971. Baseado no Fort Liberty, Carolina do Norte. Atribuído ao Sudoeste Asiático e Sudeste Asiático. Muitos dos 103 voluntários originais do Son Tay Raid eram da 6SFGA. |
|             | 8st Special Forces Group – Ativo de 1963 a 1972. Responsável pelo treinamento de exércitos da América Latina em táticas de contrainsurgência. |
|             | 11st Special Forces Group – (Reserva do Exército dos EUA) – Ativo de 1961 a 1994. |
|             | 12st Special Forces Group – (Reserva do Exército dos EUA) – Ativo de 1961 a 1994. |

### Elemento do Quartel-General do Batalhão - ComposiçãoSF Operational Detachment-C(SFODC)
O SFODC, ou C-Team, é o elemento do quartel-general de um batalhão de Forças Especiais. Como tal, é uma unidade de comando e controle com responsabilidades de operações, treinamento, sinalização e apoio logístico às suas três companhias de linha subordinadas. Um tenente-coronel comanda o batalhão, bem como o C-Team, e o Sargento-Mor do Comando do Batalhão é o suboficial sênior do batalhão e do C-Team. Há um adicional de 20 a 30 funcionários do SF que ocupam cargos-chave em operações, logística, inteligência, comunicações e medicina. Um batalhão de Forças Especiais geralmente consiste em quatro companhias: "A", "B", "C" e Quartel-General/Apoio.

### Elemento Sede da Companhia – Composição doSF Operational Detachment-B(SFODB)

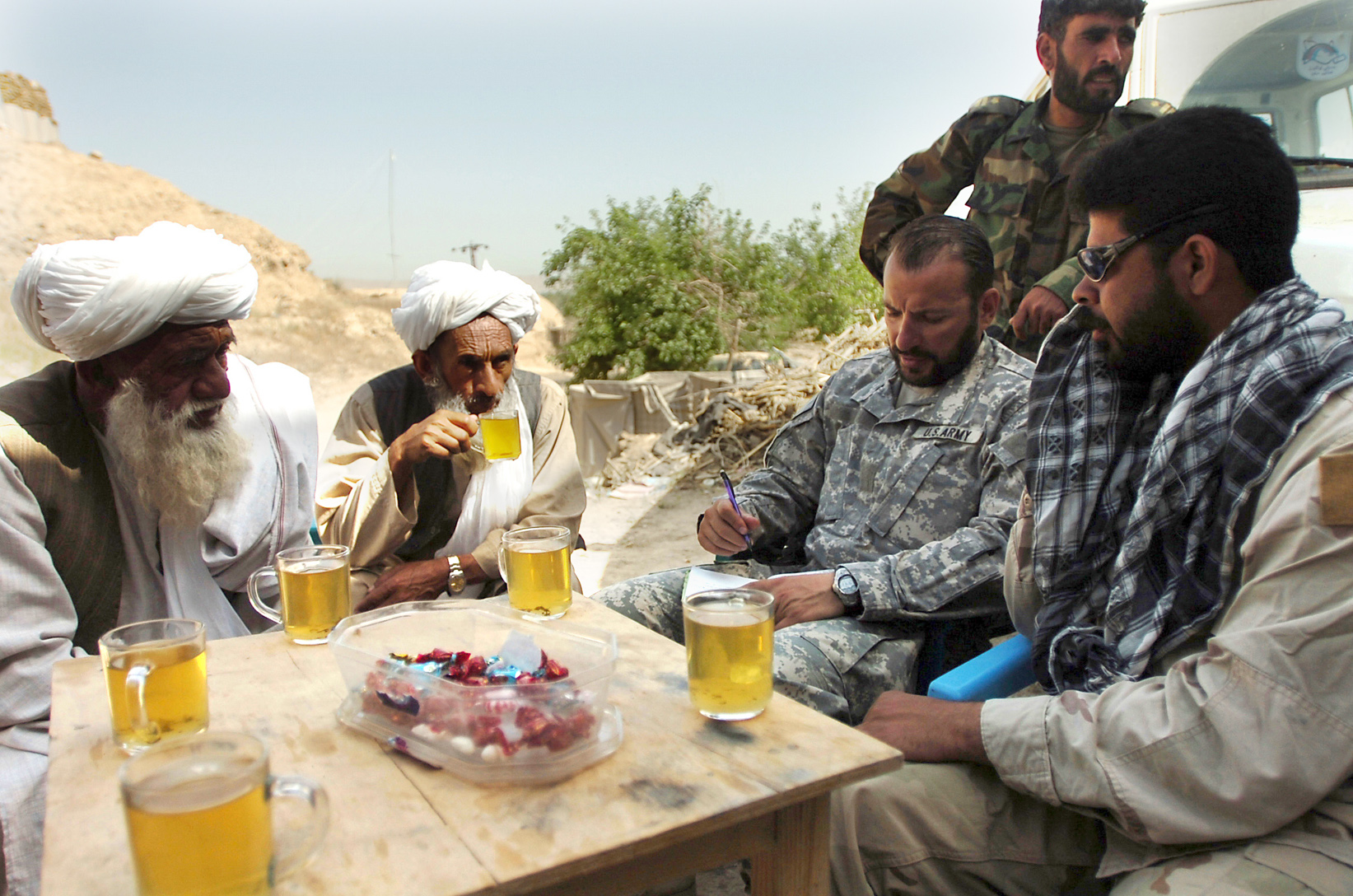
Um comandante de companhia SF em Universal Camouflage Pattern reúne-se com anciãos e membros do 209º Corpo do Exército Nacional do Afeganistão na província de Helmande, Afeganistão, por volta de 2007.

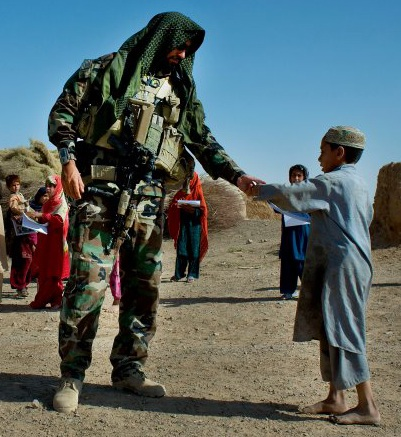
Um soldado de A Co, 1º Bn, 7º SFG(A) dá a um menino afegão um livro de colorir na província de Candaar durante uma reunião com líderes locais, por volta de 2008.

O ODB, ou B-Team, é o elemento do quartel-general de uma empresa de Forças Especiais e geralmente é composto por 11 a 13 soldados. Embora a A-Team normalmente conduza operações diretas, o objetivo da equipe B é apoiar as equipes A da companhia, tanto na guarnição quanto no campo. As Equipes B são numeradas de forma semelhante às Equipes A, mas o quarto número na sequência é 0. Por exemplo, ODB 5210 seria 5º Grupo de Forças Especiais, 2º Batalhão, ODB da Companhia A. Quando mobilizadas, de acordo com a sua função de apoio, as Equipes B são normalmente encontradas em áreas de retaguarda mais seguras. No entanto, em algumas circunstâncias, uma Equipe B irá deslocar-se para uma área hostil, geralmente para coordenar as atividades de múltiplas Equipes A.
O ODB é liderado por um 18A, geralmente um major, que é o comandante da companhia (company commander) (CO). O CO é auxiliado pelo diretor executivo da empresa (company executive officer) (XO), outro 18A, geralmente um capitão. O próprio XO é auxiliado por um técnico da companhia, um 180A, geralmente, um subtenente três, que auxilia na direção da organização, treinamento, inteligência, contrainteligência e operações da companhia e seus destacamentos. O comandante da companhia é auxiliado por um suboficial sênior, um 18Z, geralmente um sargento-mor. Um segundo 18Z atua como sargento de operações, geralmente um Sargento Mestre, que auxilia o XO e o técnico em suas funções operacionais. Ele tem um sargento assistente de operações 18F, que geralmente é sargento de primeira classe. O apoio da companhia vem de um sargento médico 18D, geralmente um sargento de primeira classe, e dois sargentos de comunicações 18E, geralmente um sargento de primeira classe e um sargento-chefe.
Os cargos de suporte como parte da equipe ODB/B dentro de uma companhia SF são os seguintes:
- O sargento de abastecimento, geralmente um sargento, o principal planejador logístico do comandante, trabalha com o batalhão S-4 para abastecer a companhia;
- O Chemical, Biological, Radiological, Nuclear (defesa CBRN), geralmente um sargento, mantém e opera o equipamento de detecção e descontaminação NBC da companhia e auxilia na administração de medidas defensivas NBC;
- Outros empregos também podem existir dependendo da estrutura do B-Team. Os membros da equipe especializada podem incluir profissionais de TI (S-6) e soldados de inteligência militar, incluindo analistas de inteligência (35F), coletores de inteligência humana (35M), inteligência de sinais (35 N/P - também conhecidos como SOT-A e SOT-B conforme relacionado às suas posições em Equipes SFODA e SFODB), Oficiais de Inteligência (35 D/E/F) e Agentes Especiais de Contraespionagem (35L/351L).

### Elemento Básico – Composição doSF Operational Detachment-A(SFODA)
Uma companhia de Forças Especiais normalmente consiste em seis Operational Detachments-A (ODA ou A-Teams). Cada ODA é especializado em uma habilidade de infiltração ou em um conjunto de missões específico (por exemplo, queda livre militar (HALO), mergulho de combate, guerra em montanhas, operações marítimas, etc.). O número de cada Equipe ODA é único. Antes de 2007, cada Grupo SF tinha seus próprios métodos exclusivos para numerar as equipes de ODA, que muitas vezes denotavam as capacidades daquela equipe específica. A partir de 2007, porém, a sequência numérica foi padronizada entre todos os grupos e o número da equipe passou a identificar seu grupo, batalhão, companhia e a própria equipe. O primeiro dígito especificaria o grupo (1=1º SFG, 3=3º SFG, 5=5º SFG, 7=7º SFG, 0=10º SFG, 9=19º SFG, 2=20º SFG). O segundo dígito seria 1-4 do 1º ao 4º Batalhão. O terceiro dígito seria 1-3 para companhias de A a C. O quarto dígito seria de 1 a 6 para a equipe específica dessa companhia. Por exemplo, ODA 1234 significaria 1º Grupo de Forças Especiais, 2º Batalhão, 3ª Companhia e a quarta equipe ODA dentro da 3ª Companhia.
Uma ODA é composta por 12 militares, cada um com uma função específica (MOS ou Especialidade Ocupacional Militar) na equipe; no entanto, todos os membros de uma ODA realizam formação cruzada. O ODA é liderado por um 18A (Comandante de Destacamento), um Capitão e um 180A (Comandante Assistente de Destacamento) que é o segundo em comando, geralmente um Suboficial Um ou Suboficial Dois. A equipe também inclui os seguintes soldados alistados: um 18Z (Sargento de Operações) (conhecido como "Sargento de Equipe"), geralmente um Sargento Mestre, um 18F (Sargento Assistente de Operações e Inteligência), geralmente um Sargento de Primeira Classe, e dois de cada, 18Bs (Sargento de Armas), 18Cs (Sargento Engenheiro), 18Ds (Sargento Médico) e 18Es (Sargento de Comunicações), geralmente Sargentos de Primeira Classe, Sargentos ou Sargentos. Esta organização facilita operações de "equipe dividida" de 6 homens, redundância e orientação entre um sargento sênior e seu assistente júnior.

## Qualificações

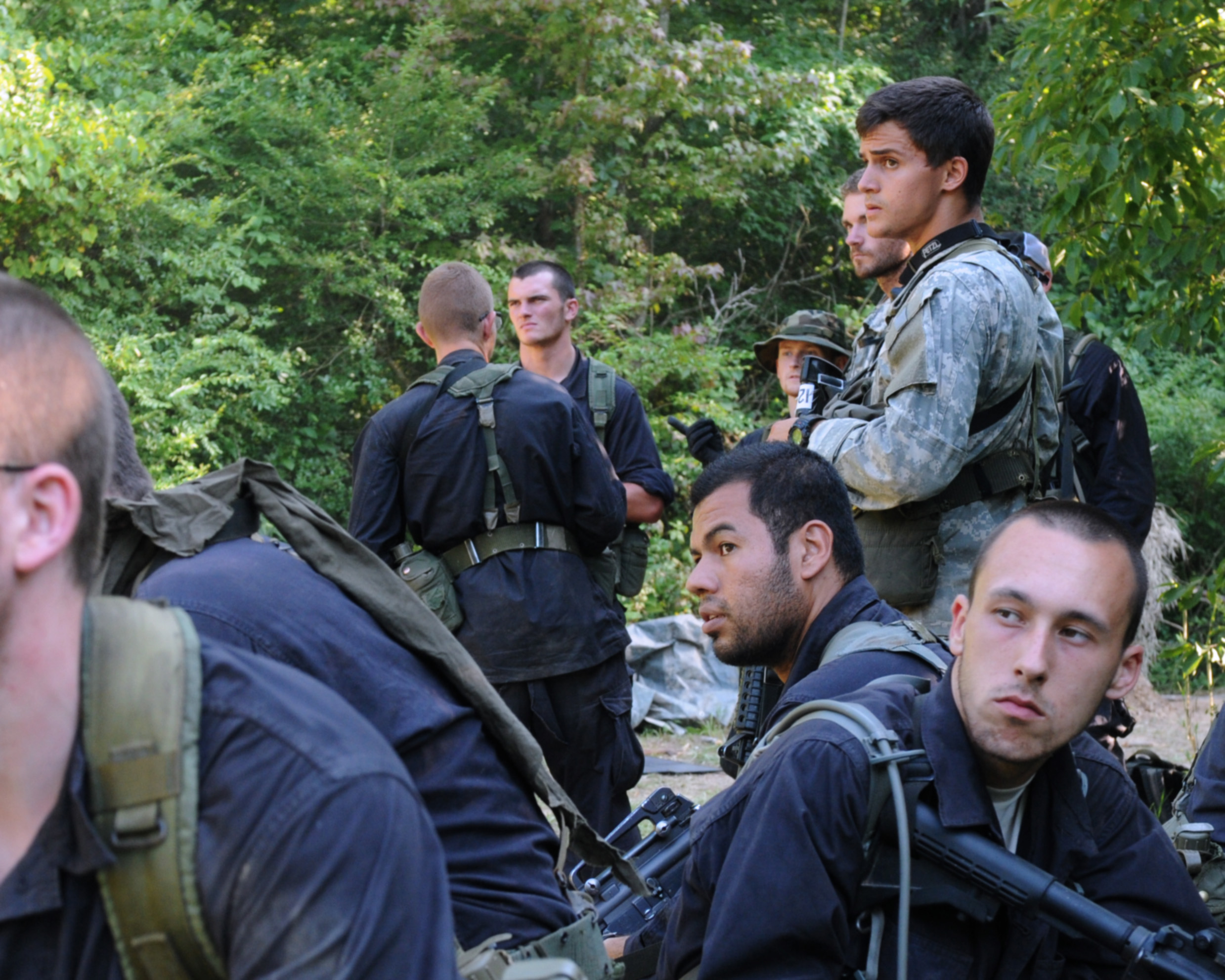
Um candidato das Forças Especiais conduz um ensaio pré-missão com combatentes guerrilheiros durante Robin Sage

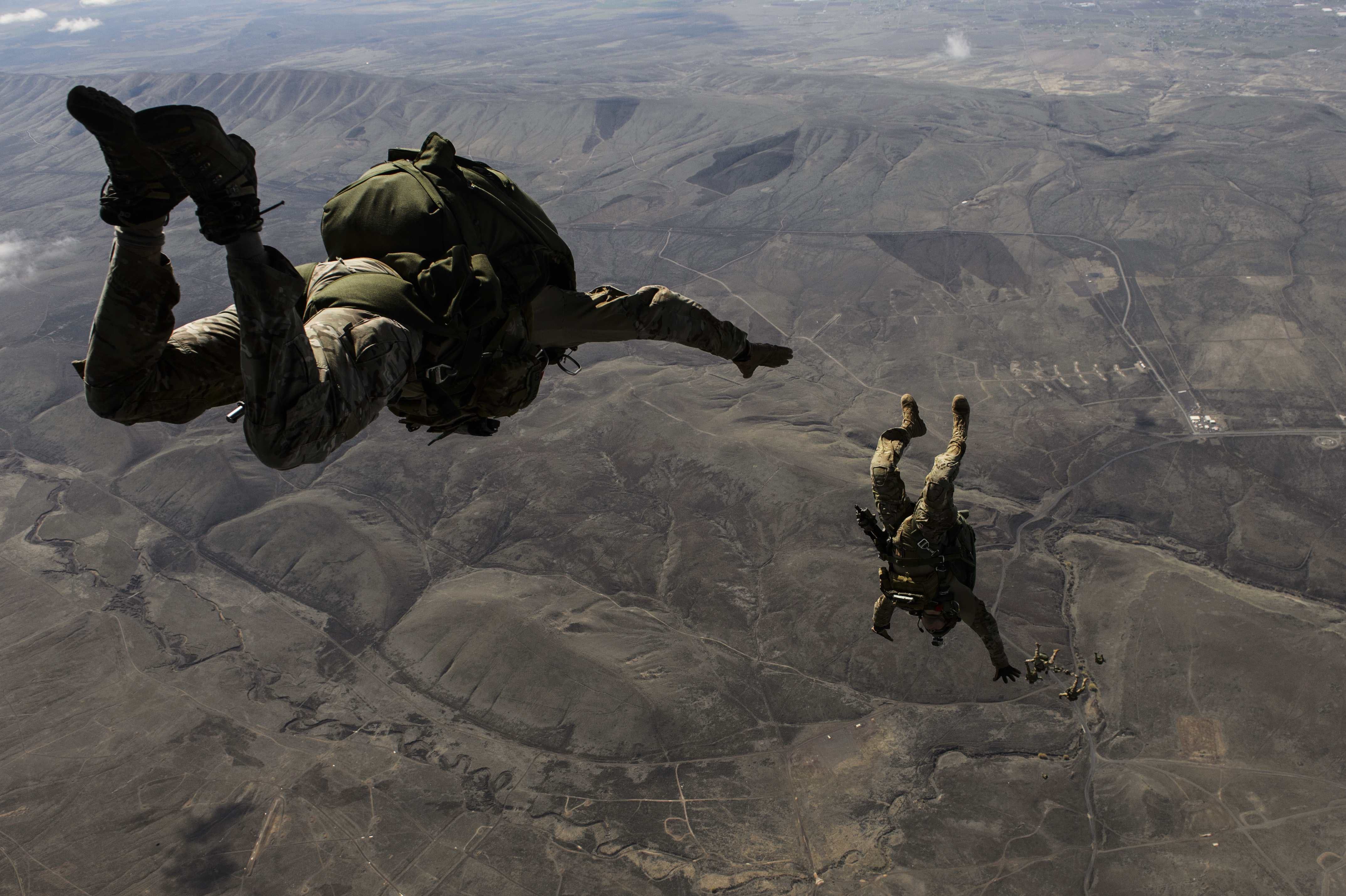
Soldados do 1º Grupo de Forças Especiais conduzem a técnica HALO e saltam sobre o centro de treinamento de Yakima, c. 2014

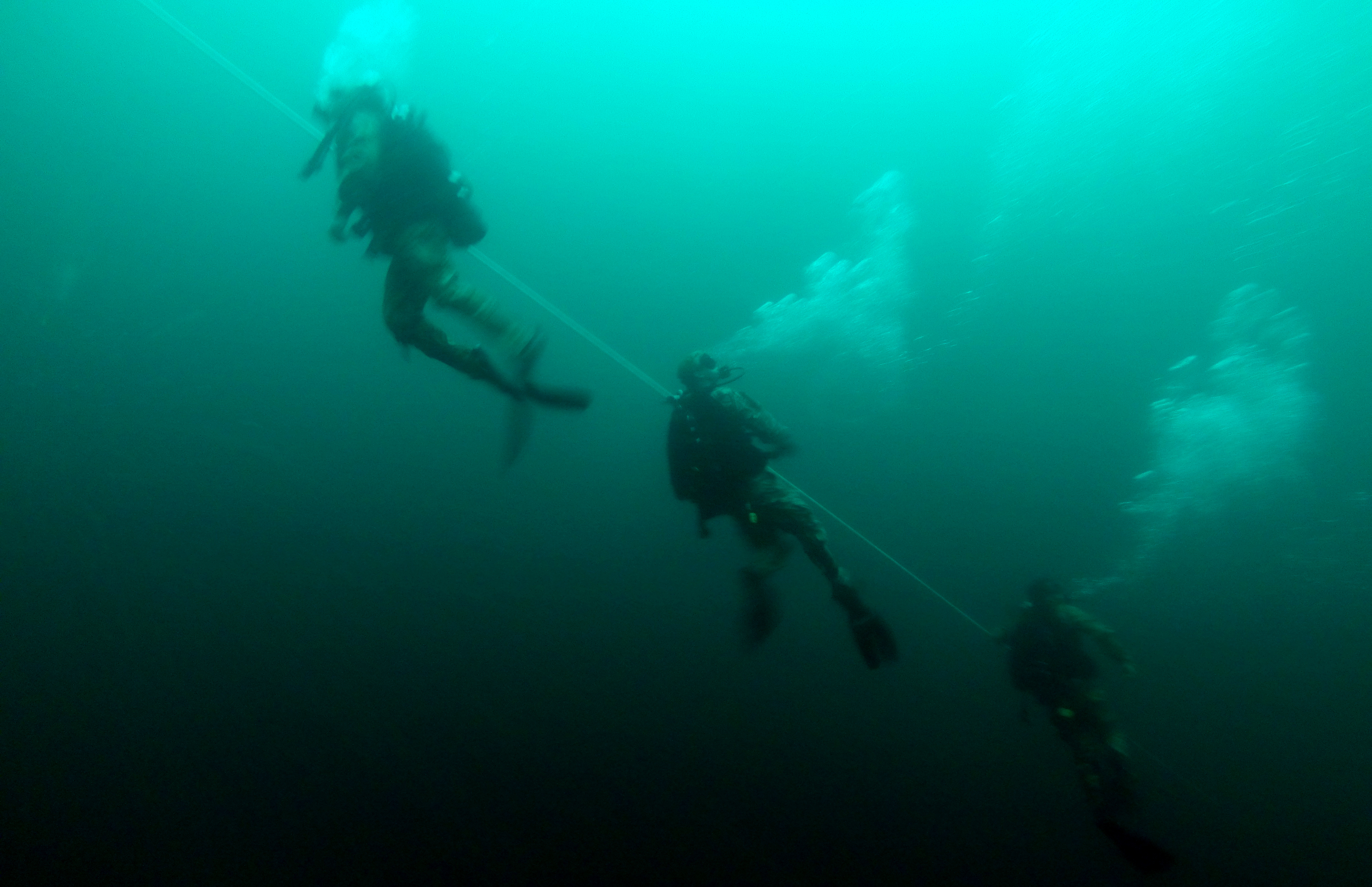
Soldados do 20º Grupo de Forças Especiais conduzem operações de mergulho

Os requisitos básicos de elegibilidade a serem considerados para entrada nas Forças Especiais para militares existentes são:
- ter entre 20 e 36 anos;
- ser um cidadão norte-americano;
- ter concluído o ensino médio;
- ter pontuação de Armed Services Vocational Aptitude Battery (ASVAB) de 110 ou superior;
- ser qualificado para a Airborne School ou a Ranger School;
- passar no teste de aptidão física e atenda aos padrões de altura e peso;
- ser de posto E-3 (Soldado Primeira Classe, Especialista, Cabo ou Sargento) ou superior;
- ter menos de nove meses de serviço como E-7 ao se inscrever;
- não ter mais de 12 a 14 anos de serviço antes do treinamento e ter 36 meses ou mais restantes de serviço após concluir o treinamento SF (se puder);
- seja elegível para autorização secreta.

Para oficiais, os requisitos são:
- ser primeiro-tenente ou capitão;
- ter uma pontuação de Defense Language Aptitude Battery (DLAB) de 85 ou superior;
- seja elegível para autorização secreta.

O pessoal de apoio designado para uma unidade de Forças Especiais que não possui um campo de gerenciamento de carreira (career management field) (CMF) da série 18 das Forças Especiais (CMF) MOS não é "qualificado para Forças Especiais", pois não concluiu o Special Forces Qualification Course (SFQC ou Curso "Q" ); no entanto, eles têm potencial para receber o Special Qualification Identifier (SQI) "S" (Operações Especiais/Apoio a Operações Especiais) assim que concluírem o treinamento apropriado em nível de unidade, 24 meses com sua unidade de Special Forces unit e Basic Airborne School (exceto CMF 15).

## Seleção e treinamento
O soldado das Forças Especiais treina regularmente ao longo de toda a sua carreira. O programa de treinamento formal inicial para ingresso nas Forças Especiais é dividido em quatro fases conhecidas coletivamente como Curso de Qualificação de Forças Especiais ou, informalmente, “Curso Q”. A duração do Curso Q muda dependendo da área de trabalho principal do candidato nas Forças Especiais e da capacidade de língua estrangeira atribuída, mas geralmente dura entre 55 e 95 semanas. Depois de concluir com êxito o Special Forces Qualification Course, os soldados das Forças Especiais são elegíveis para muitos cursos de habilidades avançadas. Estes incluem, mas não estão limitados a, o Military Free Fall Parachutist Course (MFF), o Combat Diver Qualification Course, o Special Operations Combat Medic Course, o Special Forces Sniper Course (SFSC), entre outros.

## Descrições do MOS das Forças Especiais
- 18A – Special Forces Officer[71]
- 180A – Special Forces Warrant Officer[72]
- 18B – Special Forces Weapons Sergeant[73]
- 18C – Special Forces Engineer Sergeant[74]
- 18D – Special Forces Medical Sergeant[75]
- 18E – Special Forces Communications Sergeant[76]
- 18F – Special Forces Intelligence Sergeant[77]
- 18X – Special Forces Candidate (Opção de Serviço Ativo e Alistamento na Guarda Nacional)[78]
- 18Z – Special Forces Operations Sergeant[79]

## Uniformes e insígnias

### Boina verde

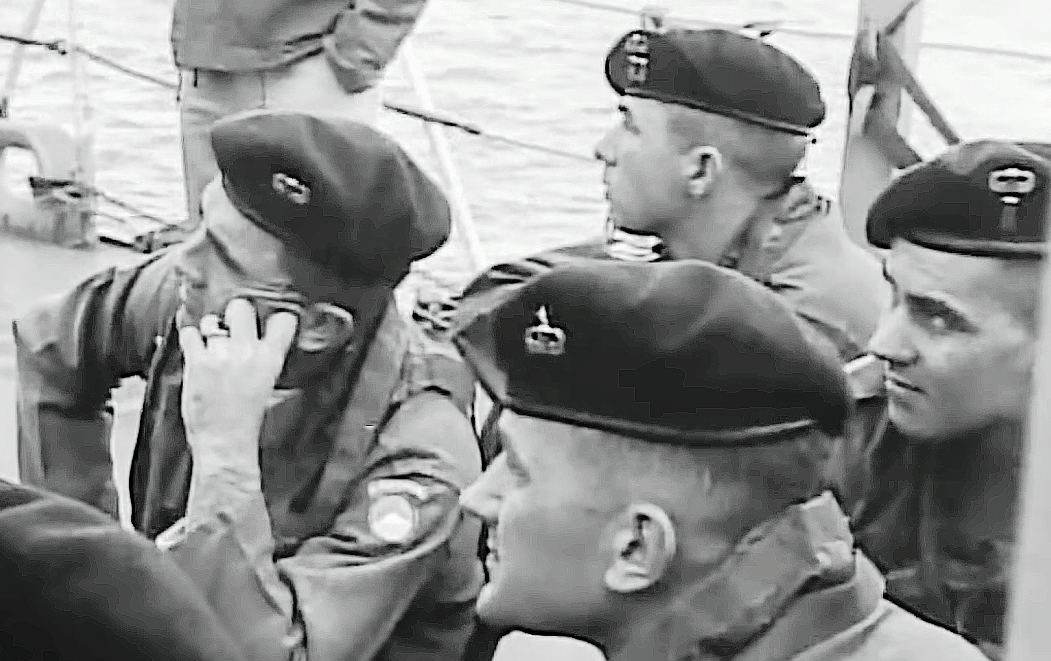
Soldados das Forças Especiais se preparam para uma operação de treinamento de mergulho de combate em um navio da Marinha dos Estados Unidos perto de Okinawa, Japão em 1956, usando suas boinas verdes

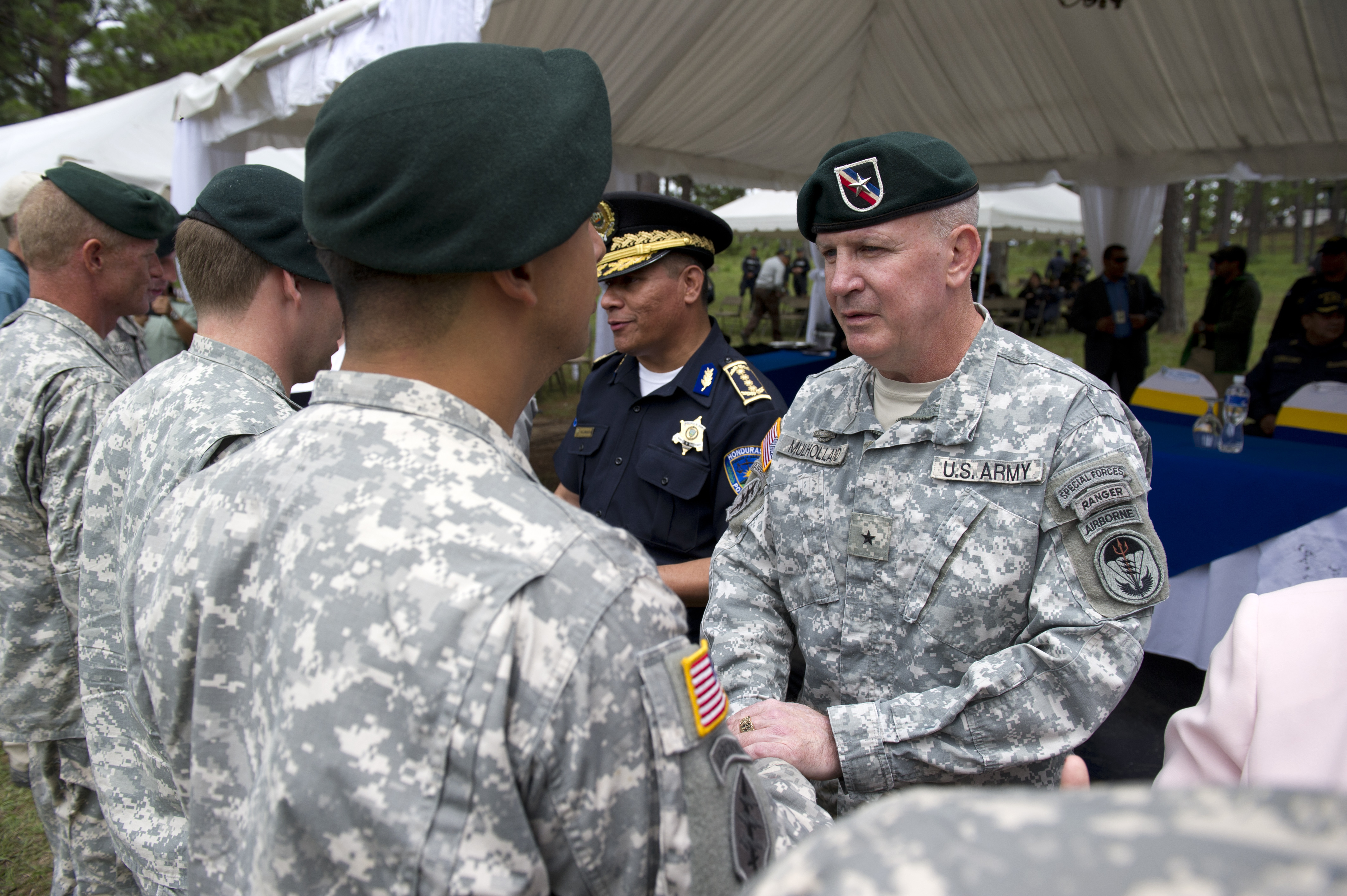
Soldados das Forças Especiais participam da cerimônia de formatura em Tegucigalpa, Honduras em 2014, usando suas boinas verdes

As Forças Especiais do Exército dos Estados Unidos adotaram a boina verde não oficialmente em 1954, após procurarem um capacete que as diferenciasse visualmente. Os integrantes do 77º SFG começaram a vasculhar suas boinas acumuladas e optaram pelo fuzil verde da coleção do capitão Miguel de la Peña; desde 1942, os British Commandos permearam o uso do verde nas boinas das forças especializadas, e muitas organizações militares internacionais atuais seguiram esta prática. O capitão Frank Dallas projetou e produziu a nova boina em pequenos números para os membros dos 10th & 77th Special Forces Groups.
Sua nova boina foi usado pela primeira vez em um desfile de aposentadoria em Fort Bragg (agora Fort Liberty) em 12 de junho de 1955 pelo Major-general Joseph P. Cleland, o agora ex-comandante do XVIII Airborne Corps. Os espectadores pensaram que os operadores eram uma delegação estrangeira da Organização do Tratado do Atlântico Norte. Em 1956, o general Paul D. Adams, comandante do posto em Fort Bragg, proibiu o uso da distinta boina, embora os membros das Forças Especiais continuassem a usá-lo clandestinamente. Isso foi revertido em 25 de setembro de 1961 pela Mensagem 578636 do Departamento do Exército, que designou a boina verde como exclusivo das Forças Especiais do Exército.
Em 1961, o presidente John F. Kennedy autorizou-os para uso exclusivo pelas Forças Especiais dos EUA. Preparando-se para uma visita em 12 de outubro ao Special Warfare Center em Fort Bragg, Carolina do Norte, o presidente enviou uma mensagem ao comandante do centro, coronel William P. Yarborough, para que todos os soldados das Forças Especiais usassem boinas verdes como parte do evento. O presidente sentiu que, por terem uma missão especial, as Forças Especiais deveriam ter algo que as diferenciasse das demais. Em 1962, ele chamou a boina verde de “um símbolo de excelência, uma insígnia de coragem, uma marca de distinção na luta pela liberdade”.
Forrest Lindley, redator do jornal Stars and Stripes que serviu nas Forças Especiais no Vietnã, disse sobre a autorização de Kennedy: "Foi o presidente Kennedy o responsável pela reconstrução das Forças Especiais e pela devolução das nossas Boinas Verdes. As pessoas andavam furtivamente usando [elas] quando as forças convencionais não estavam na área e era uma espécie de jogo de gato e rato. Aí Kennedy autorizou a Boina Verde como marca de distinção, todo mundo teve que se esforçar para encontrar boinas que fossem realmente verdes. Estávamos trazendo-os do Canadá. Algumas eram feitas à mão, com a tinta saindo na chuva".
As ações de Kennedy criaram um vínculo especial com as Forças Especiais, com tradições específicas realizadas desde seu funeral, quando um sargento encarregado de uma turma de soldados das Forças Especiais que guardavam o túmulo colocou sua boina no caixão. O momento se repetiu na comemoração do 25º aniversário da morte de JFK – falou o general Michael D. Healy, último comandante das Forças Especiais no Vietnã e mais tarde comandante do John F. Kennedy Special Warfare Center and School, no Cemitério Nacional de Arlington, após o que uma coroa de flores em forma de boina verde foi colocada no túmulo de Kennedy.

### Insígnia de unidade distinta

Insígnia de unidade distinta das Forças Especiais

Um distintivo prateado de metal e esmalte de 1+1⁄8 polegadas (2,9 cm) de altura que consiste em um par de flechas prateadas em sautor, aponta para cima e é encimado em sua junção pela adaga de estilete prateada V-42 com cabo preto apontado para cima; em toda parte e entre um rolo de lema preto formando um arco até a base e com a inscrição "DE OPPRESSO LIBER" em letras prateadas.
A insígnia é a insígnia do colar de flecha cruzada (insígnia do ramo) da First Special Service Force da Segunda Guerra Mundial combinada com a faca de combate que tem formato e padrão distintos emitidos apenas para a First Special Service Force. O lema é traduzido como "Da opressão, nós os libertaremos".
A insígnia da unidade foi aprovada em 8 de julho de 1960. A insígnia das 1st Special Forces foi autorizada a ser usada pelo pessoal do U.S. Army Special Forces Command (Airborne) e suas unidades subordinadas em 7 de março de 1991. O uso da insígnia pelo U.S. Army Special Forces Command (Airborne) e suas unidades subordinadas foi cancelado e foi autorizado a ser usado por pessoal do 1st Special Forces Command (Airborne) e suas unidades subordinadas que não foram autorizadas como unidade distintiva a insígnia por direito próprio e alterada para alterar o simbolismo em 27 de outubro de 2016.

### Insígnia de manga de ombro
A insígnia de ombro (shoulder sleeve insignia) (SSI) do 1st Special Forces Command (Airborne) é usada por todos os designados ao comando e suas unidades subordinadas que não tenham sido autorizados a ter SSI próprio, como os Special Forces Groups. De acordo com o U.S. Army Institute of Heraldry, a forma e os itens representados no SSI têm um significado especial: "A ponta da flecha alude às habilidades básicas do índio americano, nas quais o pessoal das Forças Especiais é treinado em alto grau. A adaga representa a natureza não convencional das operações das Forças Especiais, e os três relâmpagos, a sua capacidade de atacar rapidamente por mar, ar ou terra". As Forças Especiais do Exército foram a primeira unidade de Operações Especiais a empregar o conceito "mar, ar, terra" quase uma década antes da criação de unidades como os United States Navy SEALs.
Antes da criação do 1st Special Forces Command SSI, os grupos de forças especiais que existiram entre 1952 e 1955 usavam o Airborne Command SSI. De acordo com o U.S. Army Institute of Heraldry, o Airborne Command SSI foi reintegrado em 10 de abril de 1952 - após ser dissolvido em 1947 — e autorizado para uso por certas unidades classificadas — como os recém-formados 10th e 77th Special Forces Groups — até que o 1st Special Forces Command (Airborne) SSI foi estabelecido em 22 de agosto de 1955.

### Tabde Forças Especiais

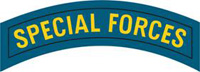
Tab de Qualificação de Forças Especiais

Introduzido em junho de 1983, o Tab de Forças Especiais é um guia de qualificação de escola de serviço concedido a soldados que concluem um dos Special Forces Qualification Courses. Ao contrário da Boina Verde, os soldados que recebem a tab das Forças Especiais estão autorizados a usá-la pelo resto de suas carreiras militares, mesmo quando não estiverem servindo em uma unidade das Forças Especiais do Exército. A aba de tecido é uma aba de arco verde-oliva de 3+1⁄4 polegadas (8,3 cm) de comprimento e 11⁄16 polegadas (1,7 cm) de altura total, a designação "SPECIAL FORCES" em letras pretas de 5⁄16 polegadas (0,79 cm) de altura e é usada na manga esquerda dos uniformes utilitários acima da shoulder sleeve insignia de uma unidade e abaixo da tab President's Hundred (se assim concedida). A réplica de metal do Special Forces Tab vem em dois tamanhos, completo e em miniatura. A versão em tamanho real mede 5⁄8 polegadas (1,6 cm) de altura e 1+9⁄16 polegadas (4,0 cm) de largura. A versão em miniatura mede 0,64 cm de altura e 2,5 cm de largura. Ambos são azul-esverdeado com bordas e letras amarelas e são usados acima ou abaixo das fitas ou medalhas no Army Service Uniform.
Elegibilidade do prêmio:
- 1) Critérios Básicos de Elegibilidade. Qualquer pessoa que atenda a um dos critérios abaixo pode receber a tab das Forças Especiais:
  - 1.1) A conclusão bem-sucedida do U.S. Army John F. Kennedy Special Warfare Center and School  (USAJFKSWCS), aprovando o treinamento institucional do Active Army (AA), levando à qualificação SF;
  - 1.2) Conclusão bem-sucedida de um programa de qualificação Reserve Component (RC) SF aprovado pela USAJFKSWCS;
  - 1.3) Conclusão bem-sucedida de um programa de qualificação SF administrado por uma unidade autorizada.
- 2) Formação institucional da Active Component. A SF Tab pode ser concedida a todo o pessoal que atenda aos seguintes:
  - 2.1) Pela conclusão com aproveitamento do Special Forces Qualification Course or Special Forces Detachment Officer Qualification Course (anteriormente denominado Special Forces Officer Course). Esses cursos são/foram conduzidos pelo USAJFKSWC (anteriormente conhecido como U.S. Army Institute for Military Assistance);
  - 2.2) Antes de 1 de janeiro de 1988, para conclusão bem-sucedida do programa de instrução então aprovado para qualificação de Special Forces qualification na Special Forces Group, que posteriormente foram atribuídos, por autoridade competente, IQS “S” na Career Management Field 18 (alista), ou IQS “3” na Functional Area 18 (oficial).
- 3) Reserve Component (RC) SF programas de qualificação. O Tab SF pode ser concedido a todo o pessoal que conclua com êxito um programa de qualificação RC SF de acordo com o Regulamento TRADOC 135-5, datado de 1 de junho de 1988 ou seus antecessores e que tenha sido posteriormente premiado, por uma autoridade competente, SQI "S" ou "3" em MOS 11B, 11C, 12B, 05B, 91B ou ASI "5G" ou "3." O USAJFKSWCS determinará o direito individual para uma concessão da Tab SF com base na revisão histórica do Exército, do Continental Army Command (CONARC) e dos regulamentos Training and Doctrine Command (TRADOC) que prescrevem os requisitos de qualificação SF em vigor no momento em que o indivíduo iniciou um programa de qualificação RC SF.
- 4) Programas de qualificação SF administrados pela unidade. O Tab SF pode ser concedido a todo o pessoal que concluiu com êxito os programas de qualificação SF administrados pela unidade, conforme autorizado pelo regulamento. O USAJFKSWCS determinará o direito individual a um prêmio do Tab SF com base em uma revisão histórica dos regulamentos que prescrevem os requisitos de qualificação SF em vigor no momento em que o indivíduo iniciou um programa de qualificação SF administrado pela unidade.
- 5) Antigo serviço durante a guerra. A tab das Forças Especiais pode ser concedida retroativamente a todo o pessoal que prestou o seguinte serviço em tempo de guerra:
  - 5.1) 1942 a 1973. Serviu em uma unidade das Forças Especiais durante a guerra e não pôde ou não foi obrigado a frequentar um programa formal de instrução, mas recebeu SQI "S", "3", "5G" pela autoridade competente;
  - 5.2) Antes de 1954. Serviço por pelo menos 120 dias consecutivos em uma das seguintes organizações:
    - 5.2.1) 1st Special Service Force, agosto de 1942 a dezembro de 1944;
    - 5.2.2) OSS Detachment 101, abril de 1942 a setembro de 1945;
    - 5.2.3) OSS Jedburgh Detachments, maio de 1944 a maio 1945;
    - 5.2.4) OSS Operational Groups, maio de 1944 a maio 1945;
    - 5.2.5) OSS Maritime Unit, abril de 1942 a setembro de 1945;
    - 5.2.6) 6th Army Special Reconnaissance Unit (Alamo Scouts), fevereiro de 1944 a setembro 1945;
    - 5.2.7) 8240th Army Unit, junho de 1950 a julho de 1953.
    - 5.2.8) 1954 a 1975. Qualquer oficial de nível de empresa ou membro alistado recebeu o CIB ou CMB enquanto serviu por pelo menos 120 dias consecutivos em um dos seguintes tipos de organizações:
      - 5.2.8a) SF Operational Detachment-A (A-Team);
      - 5.2.8b) Mobile Strike Force;
      - 5.2.8c) SF Reconnaissance Team;
      - 5.2.8d) SF Special Project Unit.

### Padrão de camuflagem
Durante a Guerra do Vietnã, os Boinas Verdes do 5th Special Forces Group queriam que as roupas camufladas fossem feitas em tigerstripe. Então, eles contrataram produtores vietnamitas e outros produtores do sudeste asiático para fabricar uniformes e outros itens, como chapéus boonie, usando tecido listrado de tigre. Quando as tigerstripes retornaram no Século XXI, elas foram usadas pelos Boinas Verdes para exercícios OPFOR.
De 1981 a meados da década de 2000, eles usaram o Battle Dress Uniform (BDU).
Desde a Guerra ao Terror, eles usaram o Padrão de Camuflagem Universal (Universal Camouflage Pattern), mas o eliminaram gradualmente em favor dos uniformes MultiCam e Padrão de Camuflagem Operacional (Operational Camouflage Pattern) (OCP).

### Faca Yarborough
Esta faca foi projetada e construída por Bill Harsey Jr. em colaboração com Chris Reeve Knives. A partir de 2002, todos os formandos do curso de qualificação receberam uma faca Yarborough, desenhada por Bill Harsey e batizada em homenagem ao Tenente-general William Yarborough, considerado o pai das Forças Especiais modernas. Todas as facas premiadas são numeradas individualmente em série e os nomes de todos os premiados são registrados em um diário de bordo especial.

## Veículos

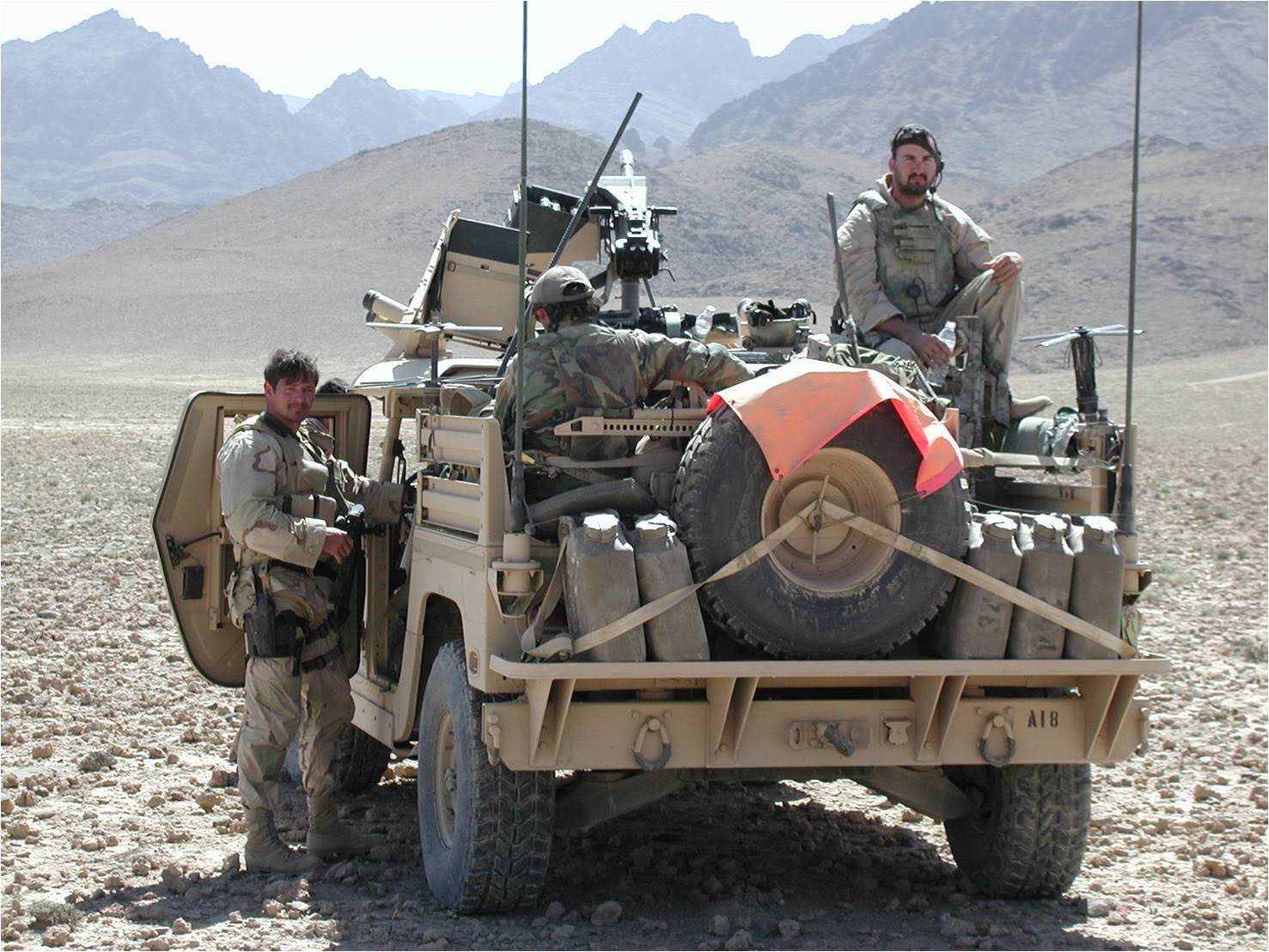
Um GMV-S equipado com um lançador de granadas Mk 19 no Afeganistão (2003).

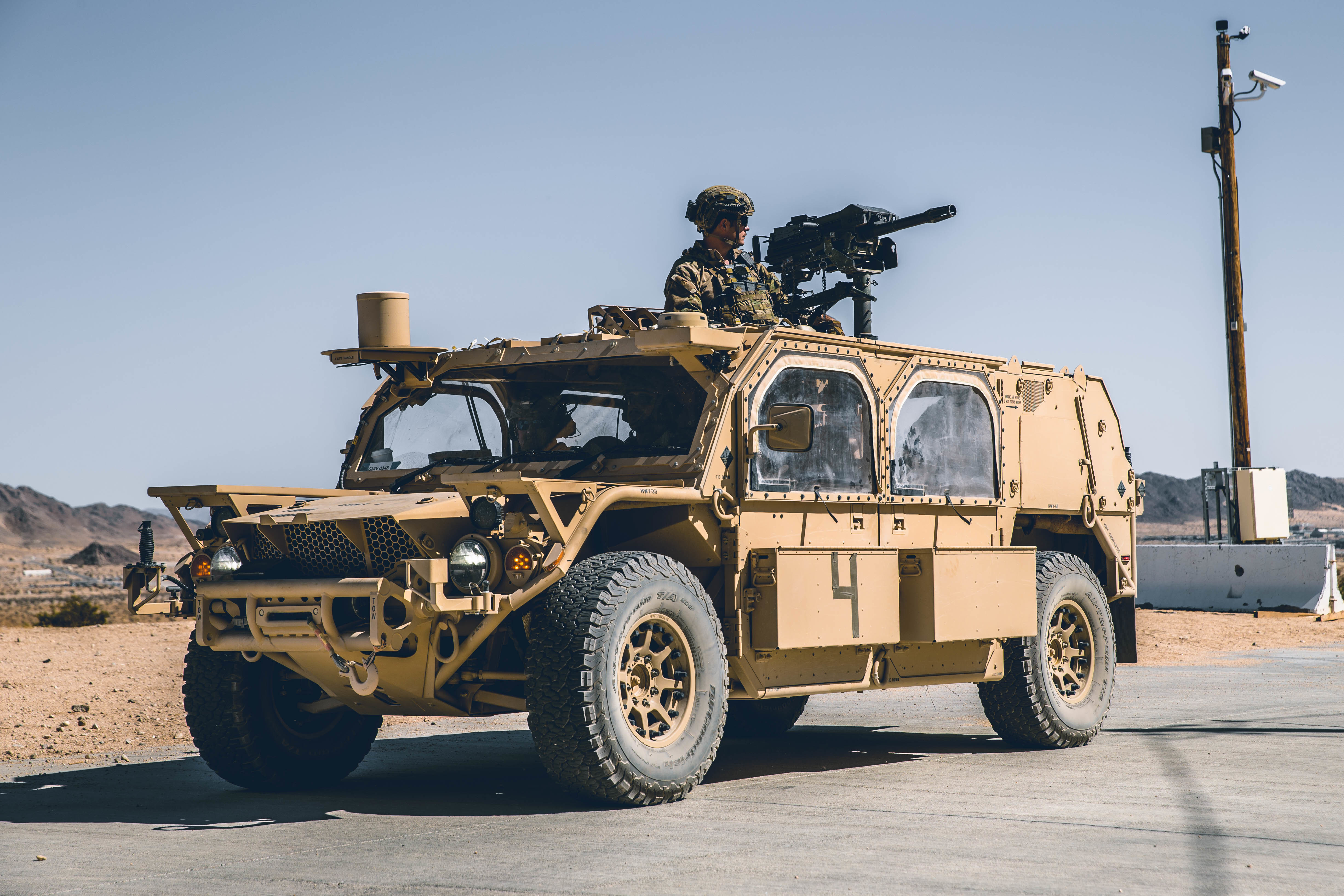
GMV 1.1 equipado com um Mk 19 dirigido por operadores de Army Special Operation com o 3rd Special Forces Group Boinas Verdes.

Durante as missões dos Boinas Verdes em outras nações, eles usariam Humvees de Veículo de Mobilidade Terrestre (Ground Mobility Vehicle) (GMV)-S fabricados pela AM General para diversos usos. Ao usar técnicas especialmente desenvolvidas para patrulhar terrenos acidentados, o que ajudaria a preservar a natureza clandestina de suas missões. Eles também tiveram acesso à variante General Dynamics M1288 GMV 1.1 do Ground Mobility Vehicle do Exército, bem como aos MRAP's variantes dos Oshkosh M-ATV das Forças Especiais.
Para aeronaves diferentes das usadas pelos militares dos EUA e suas forças especiais/unidades de forças de operações especiais, eles usaram extensivamente as variantes Mi-8 e Mi-17 operadas pela CIA desses helicópteros militares no Afeganistão durante os estágios iniciais da Operação Enduring Freedom.

## Uso do termo "Forças Especiais"
Em outros países que não os Estados Unidos, o termo "Forças Especiais" ou "Forças de Operações Especiais" (Special Operations Forces) (SOF) é frequentemente usado genericamente para se referir a quaisquer unidades com treinamento de elite e conjuntos de missões especiais. Nas Forças Armadas dos Estados Unidos, "Forças Especiais" é um substantivo próprio (com maiúscula) que se refere exclusivamente às Forças Especiais do Exército dos EUA (também conhecidas como "Boinas Verdes"). A mídia e a cultura popular frequentemente aplicam mal o termo aos Navy SEALs e outros membros das Forças de Operações Especiais dos EUA. Como resultado, os termos USSF e, menos comumente, USASF têm sido usados para especificar as Forças Especiais do Exército dos Estados Unidos (United States Army Special Forces).

## Uso do termo "Operador"

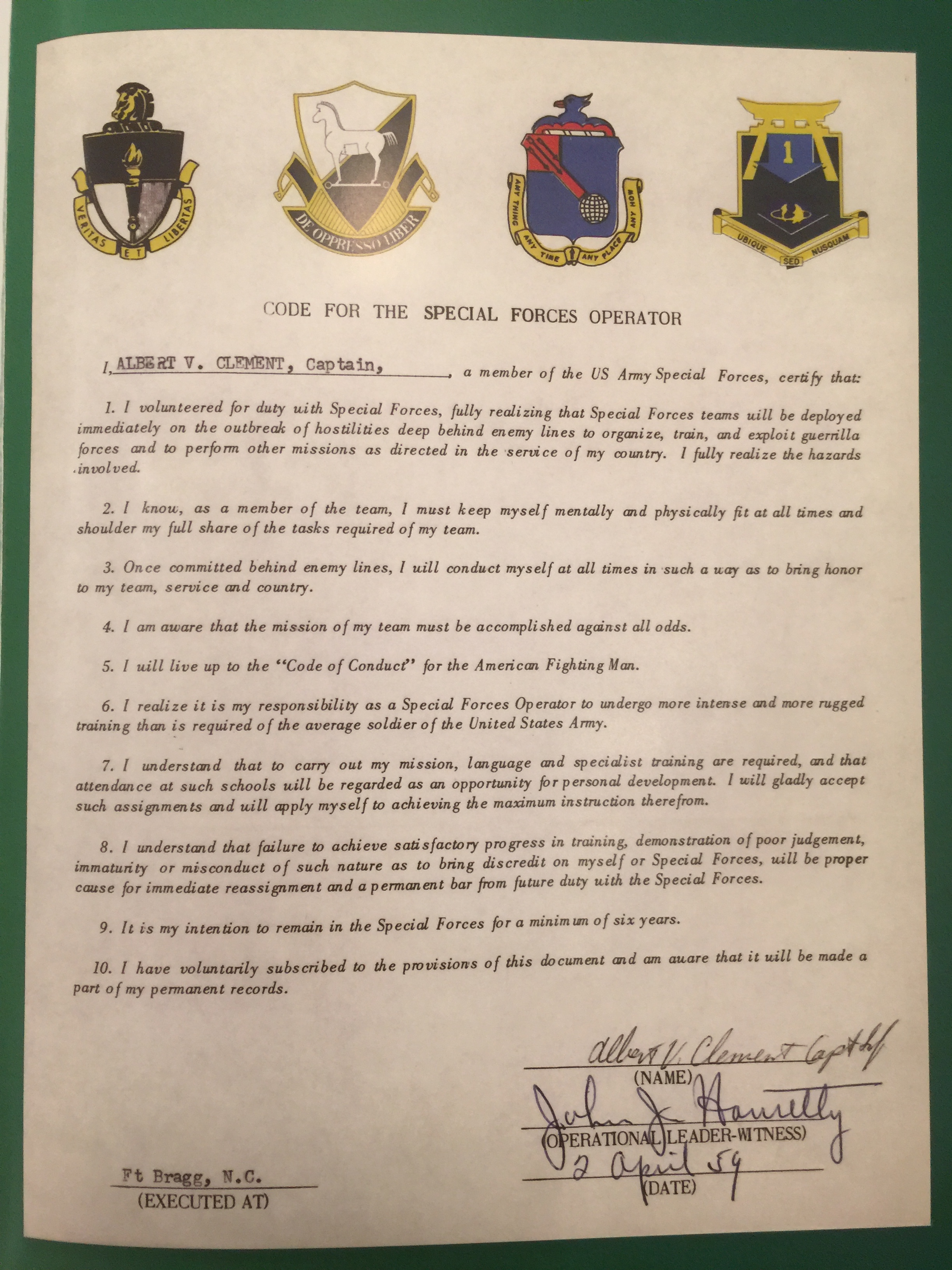
"Código do Operador das Forças Especiais", 1959. Este exemplo é anterior a "Delta", entre outros.

O termo "Operador" é anterior às American Special Operations e pode ser encontrado em livros referentes às French Special Operations já na Segunda Guerra Mundial. Os exemplos incluem A Savage War of Peace por Alistair Horne e The Centurions por Jean Lartéguy.
A origem do termo operador nas operações especiais americanas vem das Forças Especiais do Exército dos EUA (referidas por muitos civis como "Boinas Verdes"). As Forças Especiais do Exército foram estabelecidas em 1952, dez anos antes dos Navy SEALs e 25 anos antes da Delta Force. Todas as outras unidades modernas de operações especiais dos EUA no Exército, Marinha, Força Aérea e Fuzileiros Navais foram estabelecidas depois de 1977. Em Veritas: Journal of Army Special Operations History, Charles H. Briscoe afirma que as "Forças Especiais do Exército não se apropriaram indevidamente da denominação. Sem o conhecimento da maioria dos membros da comunidade da Army Special Operations Force (ARSOF), esse apelido foi adotado pelas Forças Especiais em meados da década de 1950." Ele prossegue afirmando que todos os alistados e oficiais qualificados das Forças Especiais tiveram que "subscrever voluntariamente as disposições do Code of the Special Forces Operator e comprometer-se com seus princípios por meio de assinatura testemunhada". Isso é anterior a todas as outras unidades de operações especiais que atualmente usam o operador de termo/título.
Dentro da comunidade de Operações Especiais dos Estados Unidos, um operador é um membro da Delta Force que concluiu a seleção e se formou no Curso de Treinamento de Operadores (Operators Training Course) (OTC). O  termo Operador foi usado pela Delta Force para distinguir entre pessoal operacional e não operacional designado para a unidade. Outras forças de operações especiais usam nomes específicos para seus trabalhos, como Rangers do Exército e Pararescuemen da Força Aérea. A Marinha usa a sigla SEAL tanto para suas equipes de guerra especiais quanto para seus membros individuais, também conhecidos como Special Operators. Em 2006, a Marinha criou o Special Warfare Operator (SO) como uma classificação específica para o pessoal alistado na Naval Special Warfare, graus E-4 a E-9. Operador é o termo específico para pessoal operacional e tornou-se um termo coloquial para quase todas as forças de operações especiais nas forças armadas dos EUA, bem como em todo o mundo.

## Fotos

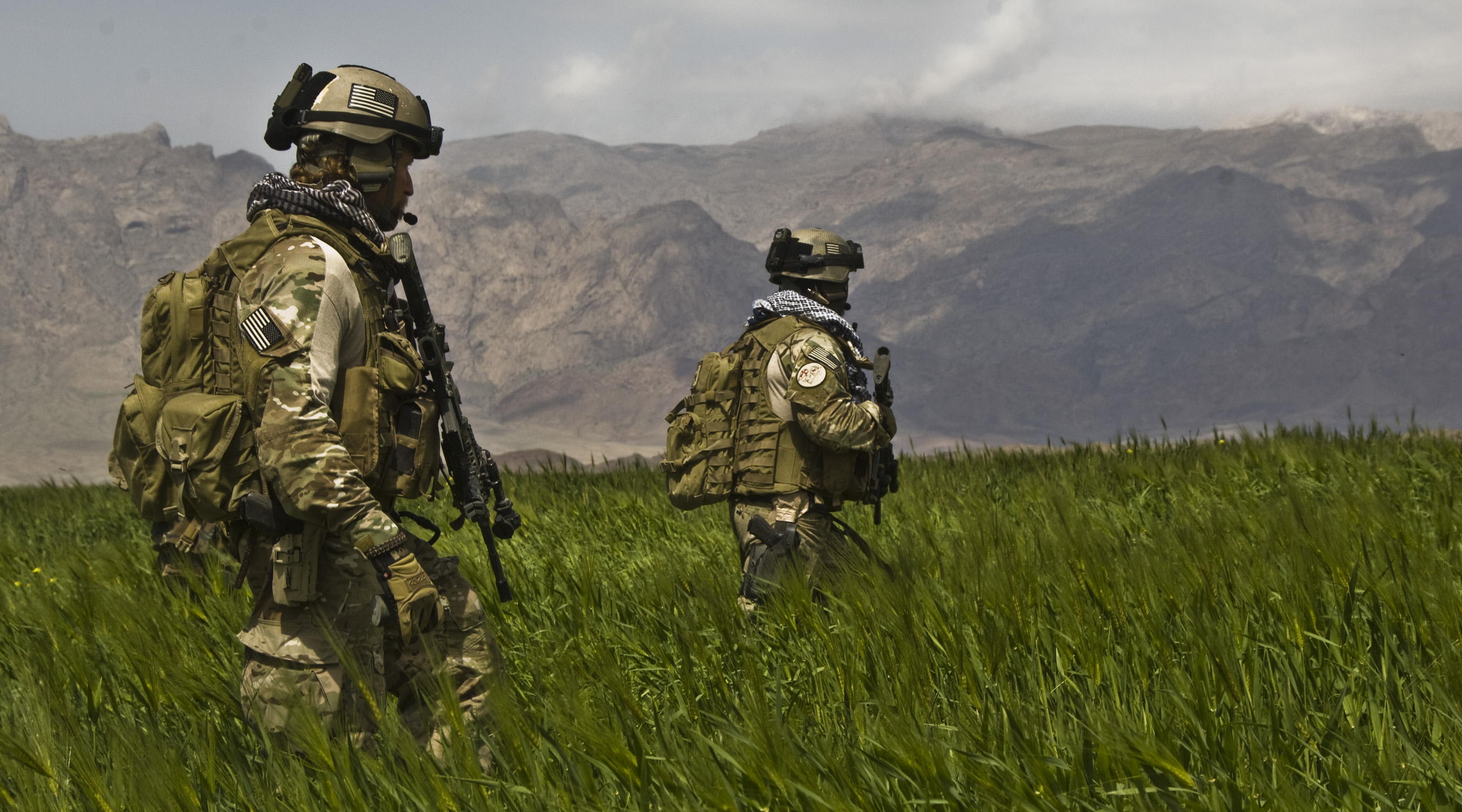
Boinas verdes em Farah, Afeganistão.
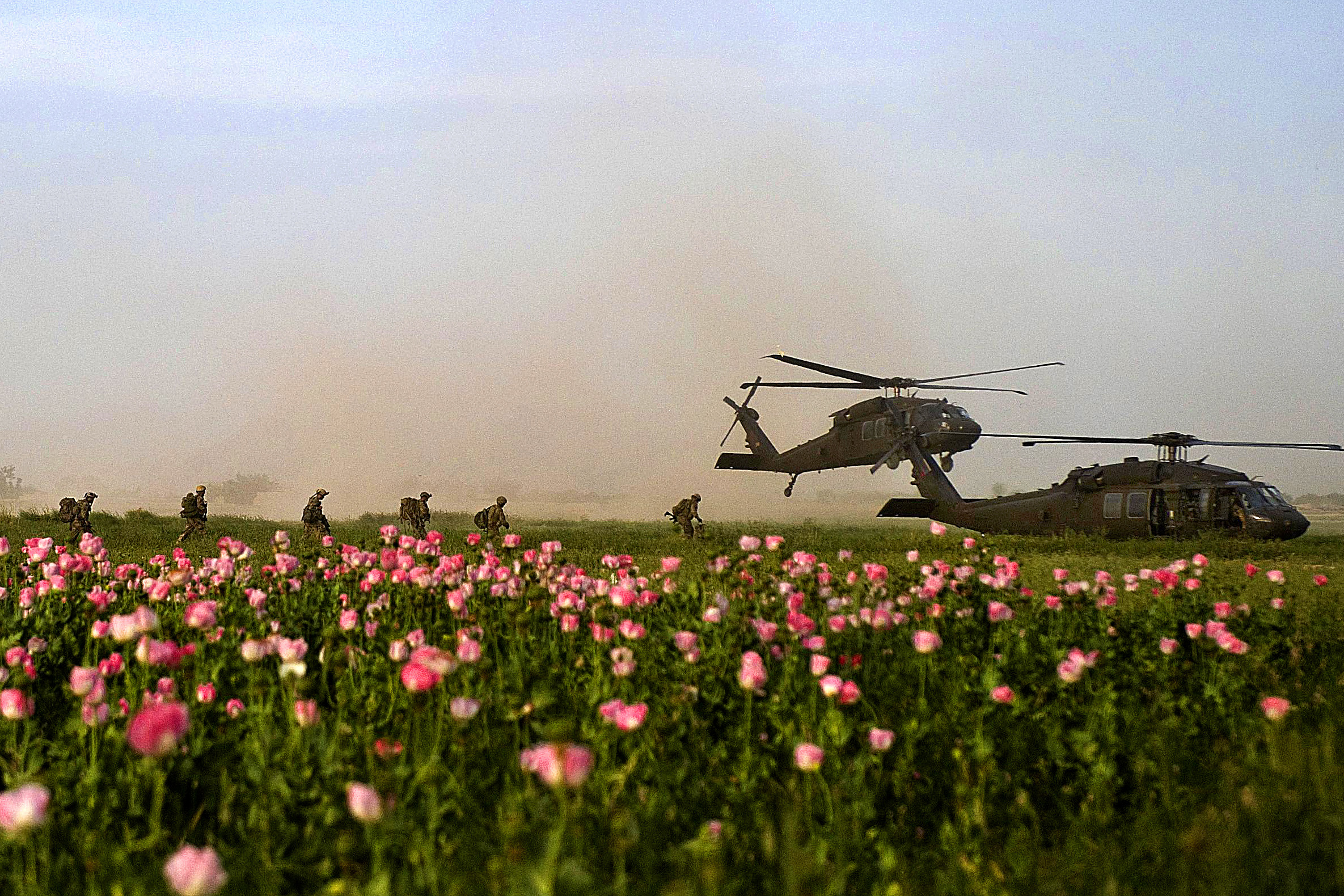
Militares das forças especiais em uma missão de treinamento com helicópteros SH-60.
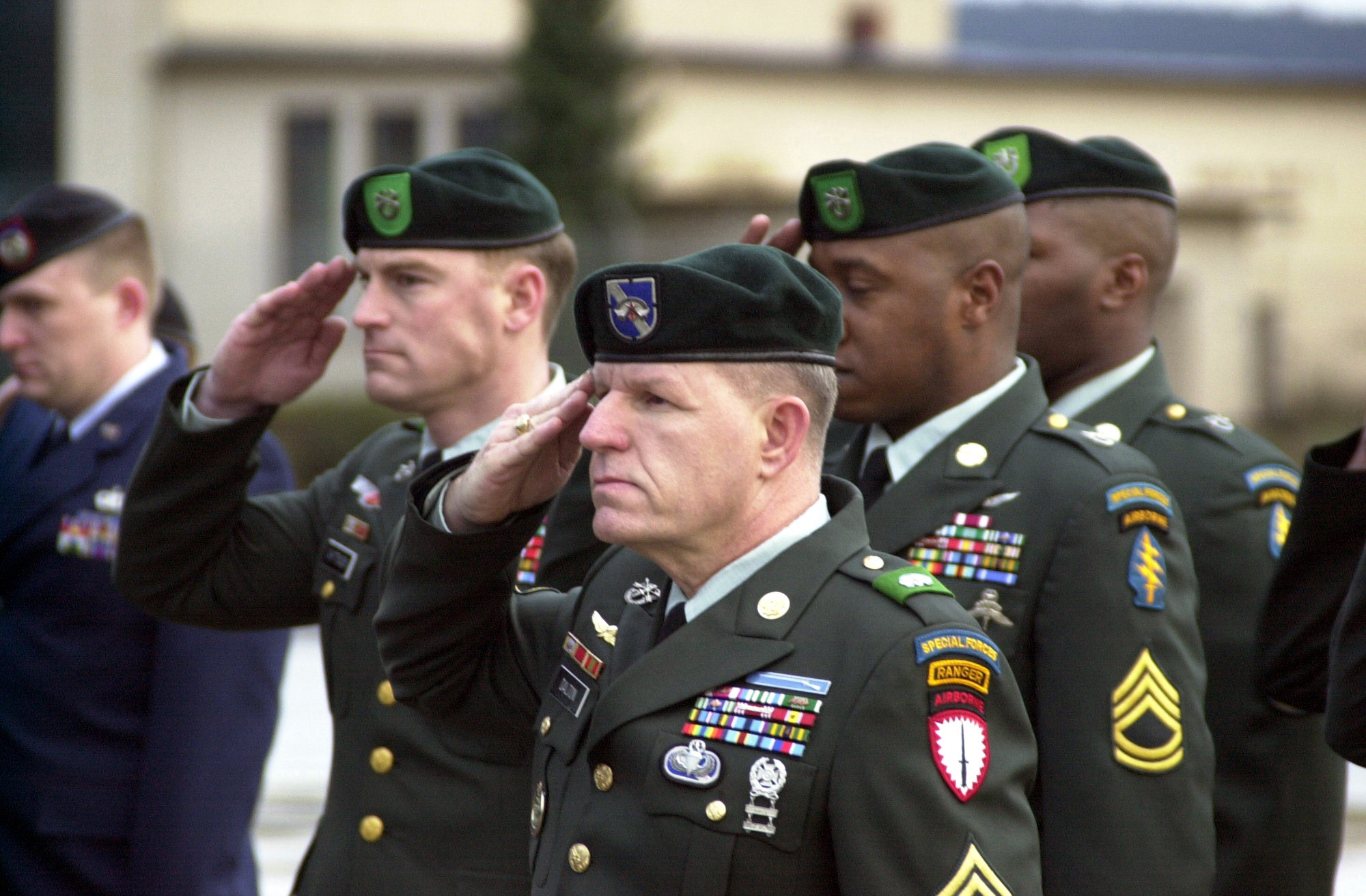
Boinas verdes durante uma cerimônia.
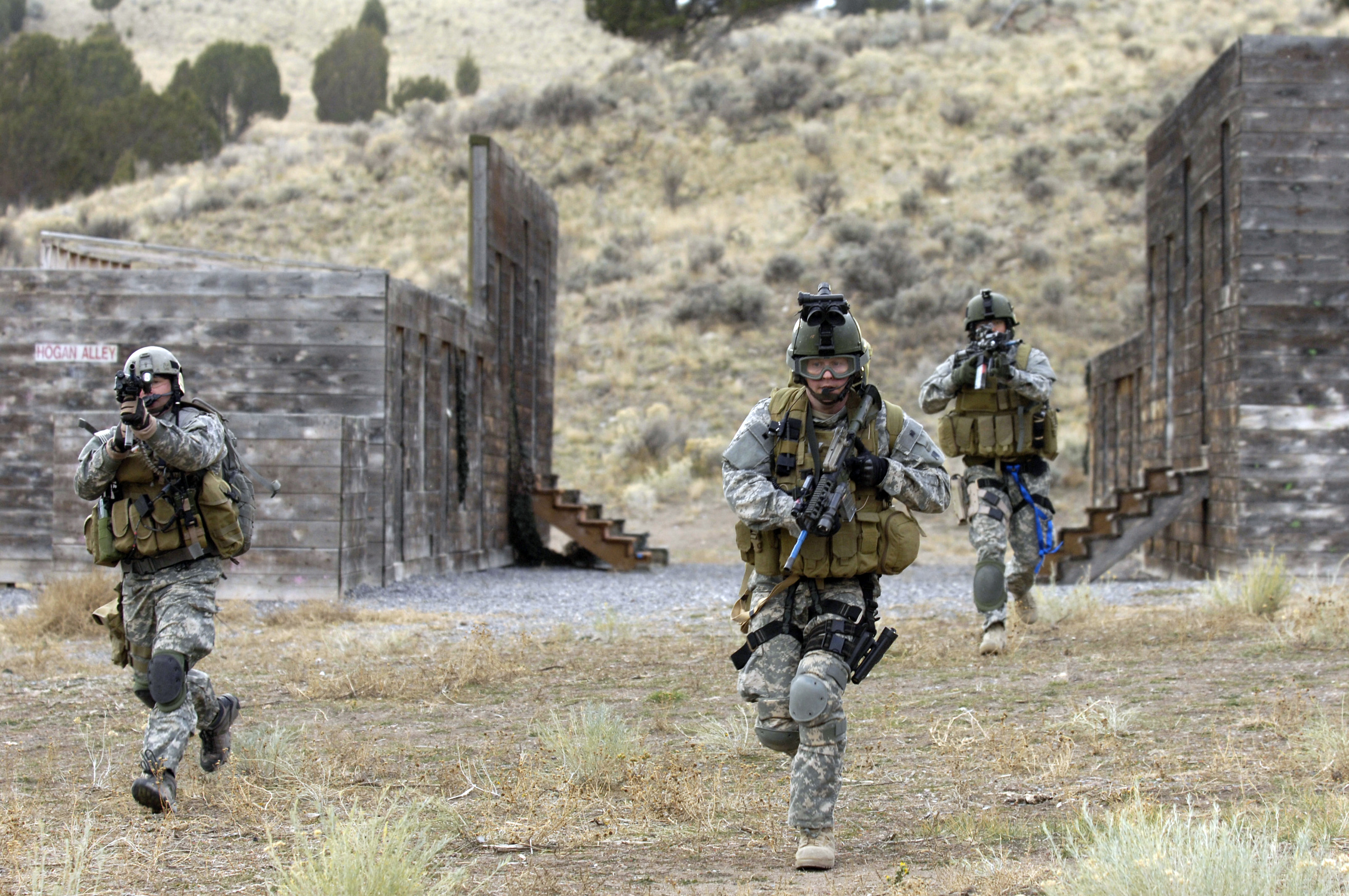
Boinas verdes em treinamento.